# 디즈니랜드

디즈니랜드 로고

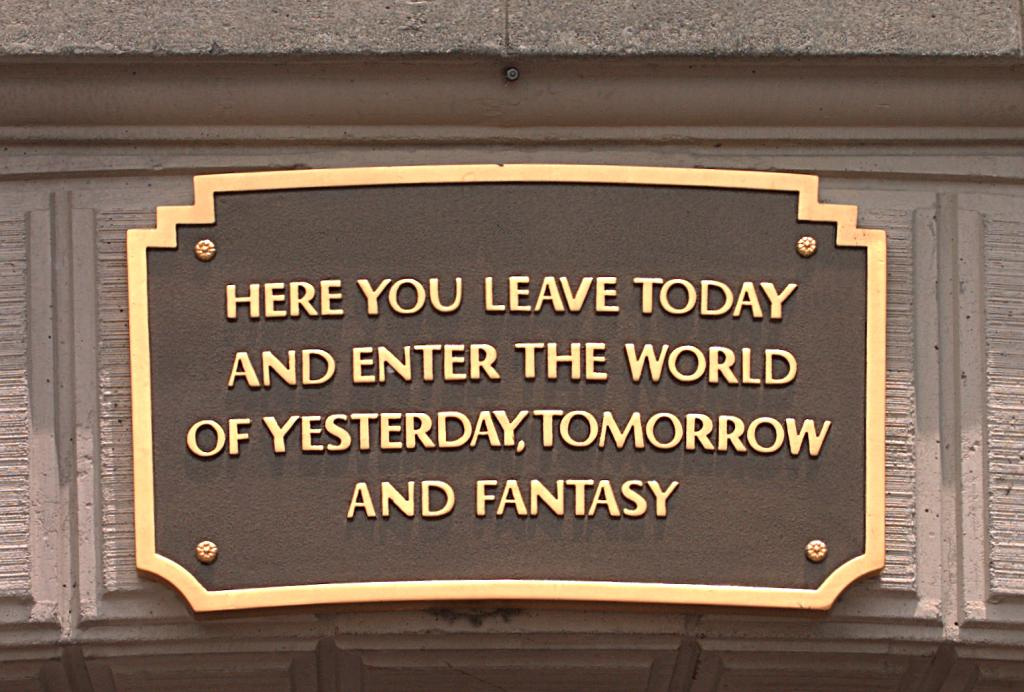
입구에 붙은 장식판 "여기서 당신은 현실을 떠나 과거와 미래 그리고 환상의 나라로 들어갑니다"

디즈니랜드(영어: Disneyland)는 월트 디즈니 컴퍼니의 자회사인 월트 디즈니 파크 앤 리조트가 운영하는 미국 캘리포니아주 오렌지군 애너하임에 위치한 테마파크이다. 1955년 7월 17일 정식으로 개장하였다. 월트 디즈니는 개장 당시 유일한 테마파크였던 디즈니랜드가 고유의 특징을 살릴 수 있도록 건물들을 설계하고 건축하였으며, 개장 후에도 특별한 운영을 지도하였다.
최근까지 디즈니랜드에는 대통령과 왕족을 비롯한 다른 나라의 귀빈을 포함하여 개장 이래 5억 1500만 명의 관광객이 방문하였다. 1998년, 관련된 더 큰 규모의 디즈니랜드 리조트와 구별을 두기 위하여 "디즈니랜드 파크"로 브랜드명을 바꾸었다. 2007년은 14,800,000명이 넘는 관광객이 공원을 방문하여 월트 디즈니 월드의 매직 킹덤에 이어서 세계에서 두 번째로 많은 관광객이 찾은 공원이 되었다.
디즈니 매직 킹덤 형식의 공원에서 발표하는 개장 연설은 플로리다 지역을 제외하고 모두 "이 행복한 장소에 오신 여러분, 환영합니다 ..."로 시작하였다. 플로리다의 매직 킹덤 파크의 경우에는 다음 문장으로 연설을 시작하였다. "월트 디즈니 월드는 월터 엘리야스 디즈니의 철학과 삶에 보내는 선물입니다 ..." 한편 최초의 디즈니랜드 개장 연설은 다음과 같다.
| “ | 이 행복한 장소에 오신 여러분, 환영합니다. 디즈니랜드는 바로 여러분의 나라입니다. 나이 드신 분들은 이곳에서 과거의 즐거웠던 추억들이 되살아 날 것이며, 젊은이들은 이곳에서 도전과 미래에 대한 약속을 향유할 수 있을 것입니다. 디즈니랜드는 지금의 미국을 만들어낸 이상과 꿈, 그리고 힘겨운 현실들에 헌신을 바치는 곳입니다 ... 이곳이 전 세계로 향하는 즐거움과 영감의 원천이 되기를 희망합니다. 감사합니다. 월트 디즈니, 1955년 7월 17일 | ” |

## 역사

### 착상과 건

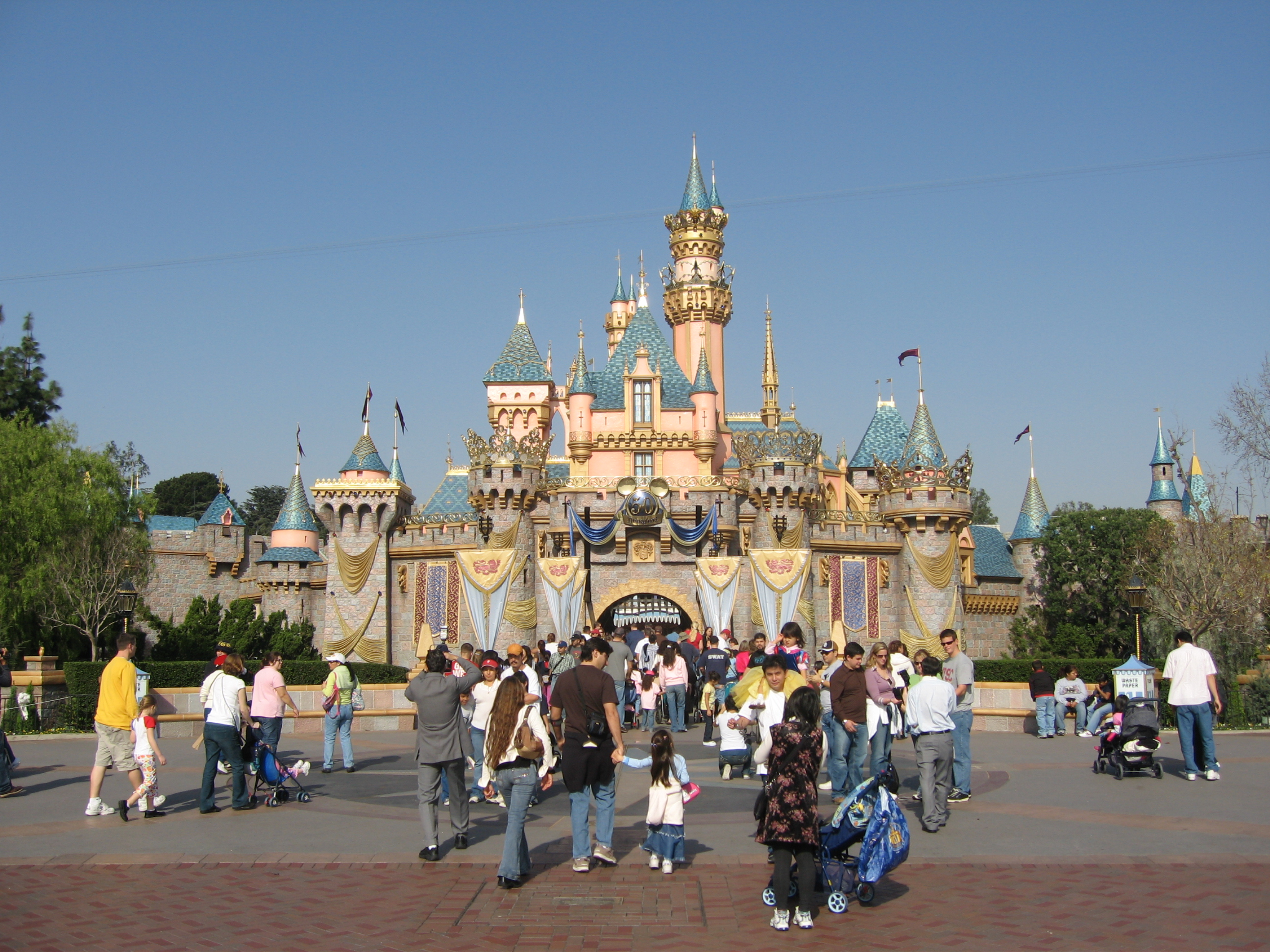
잠자는 숲속의 미녀 성

디즈니랜드에 대한 발상은 어느 일요일, 월트 디즈니가 그의 어린 딸 다이앤, 샤론과 함께 그리피스 공원에 방문한 것이 직접적인 계기가 되었다. 그는 딸들이 회전목마를 타는 모습을 보면서 어른과 아이들이 모두 함께 즐길 수 있는 장소에 대한 계획을 생각해내었는데, 한동안 실천에 옮기지 않았다.
얼마 후 월트 디즈니의 아버지가 시카고에서 열린 1893년 세계 박람회의 부지 건설을 원조하였고, 디즈니는 이 박람회를 통해 디즈니랜드를 세우고자 하는 창조적 계기를 마련하였다. 이 박람회에는 싼 값에 조립된 각각의 개별적인 "국가" 지역이 있으며, 이 지역들은 인간의 다양한 역사를 표현하였다. 또한 최초의 관람차, 운송수단인 스카이라이드와 주위를 순회하며 도는 기차, 와일드 웨스트 쇼 등의 "탈것"도 마련되어 있었다. 1893년의 세계 박람회는 시카고에서 여름에 열린 마지막 박람회였지만, 남부 캘리포니아 지역의 날씨는 비, 눈과 얼음과 같은 기상 현상에 취약한 건물들이 세워진 "박람회 장소"에 적합했다. 이 박람회와 "탈것"이 가득한 "나라"이며 개별적인 테마를 가지고 있다는 공통점을 가지고 있는 디즈니랜드는 60년 후에 미국의 인구가 처음 서부의 사막 지대로 이동하던 1950년대에 만들어진다.
많은 디즈니 영화의 팬들이 월트 디즈니에게 디즈니 스튜디오 방문에 대한 편지를 보내왔다. 이 편지엔 스튜디오를 구경하고 캐릭터들을 만나 함께 사진을 찍고 싶다는 내용이 많았다. 월트는 이 편지들을 보고 영화 스튜디오에 방문객들을 위한 오락거리가 별로 없다는 점을 깨닫고, 자신의 버뱅크 스튜디오 건너편에 있던 강가를 가로지르는 1만 평 (8 에이커)의 부지에 "미키 마우스 공원"을 세우기로 구상하였다. 초기엔 보트와 여러 테마 공간이 있는 조그마한 공원을 기획하였다.
디즈니는 공원을 세우기 위해 티볼리, 그린필드 빌리지, 어린이 동화나라를 비롯한 여러 나라의 테마파크, 박물관, 박람회 등을 두루 다니며 공원 설계에 대한 아이디어와 영감을 수집하였다. 그는 설계자들과 함께 구상한 일을 시작하였는데, 이때는 8 에이커보다 더 거대한 규모의 계획이 되어 있다.
월트는 스탠포드 연구소의 컨설턴트 해리슨 프라이스를 고용하여 발전 가능성이 있는 부지를 조사하였다. 프라이스의 조언으로 디즈니는 로스앤젤레스 동남쪽에 있는 애너하임의 오렌지와 호도밭 부지 20만 평 (160 에이커)을 매입하였다.
자금 지원을 받기가 어려워지자 디즈니는 새로운 자금 조달 방법을 모색하였다. 그는 사람들이 시청하는 텔레비전을 이용하기로 결정하고, 곧 디즈니랜드라는 이름의 쇼를 만들어 ABC 텔레비전 네트워크의 신규 프로그램으로 방송하였다. 네트워크는 답례로 새로운 공원을 위한 재정적 지원을 약속했다. 운영 후 처음 5년 동안 디즈니랜드는 월트 디즈니 프로덕션과 ABC가 연대로 소유한 디즈니랜드 유한회사가 소유하였다. 1960년 월트 디즈니 프로덕션은 ABC 주식을 매입하였다. 또한, U.S.A 메인 스트리트 지역의 많은 가게들은 디즈니로부터 부지를 임대 받은 다른 회사들이 소유, 운영하고 있다.
디즈니랜드 건설은 1954년 7월 18일 시작하였으며, 정확히 1년 후 완성하는데 미국 돈 1700만 달러가 들었다. 건설과 동시에 U.S. 101번 고속도로도 부지 북쪽에서 새로 만들어졌다. 디즈니랜드로 인한 교통 체증을 미리 대비하기 위하여 개장하기 전부터 두 개의 도로를 추가로 고속도로에 건설하였다.

### 개장일
디즈니랜드는 1955년 7월 18일 월요일에 정식으로 일반 대중에게 개장하였으나 특별히 하루 전인 1955년 7월 17일 일요일에는 일부 초청객과 언론인을 위한 "국제 언론 시연" 행사를 개최하였다. 개장 연설이 포함된 이 특별한 일요 행사는 할리우드에서 온 월트 디즈니의 친구 아트 링크레터, 밥 커밍스, 로날드 레이건이 사회를 맡았으며 전국의 텔레비전을 통해 방영하였다. ABC 방송국은 네트워크를 통해 이 행사를 생방송으로 중계하였는데, 이는 역사상 가장 크고 복합적인 규모로 진행된 생방송 중 하나가 되었다.
행사는 순조롭게 진행되지 않았다. 공원은 가짜 초청권을 통해 입장한 사람들로 북적였으며, 디즈니랜드 주변의 도로는 극심한 교통 체증을 빚었다. 섭씨 38도에 이른 뜨거운 날씨가 이어졌으며, 준공일 직전에 벌어졌던 배관공들의 파업으로 인해 식수대도 작동하지 않았다. 공원 개장을 후원하였던 펩시는 뜻하지 않게 관광객들로부터 소다를 팔기 위해 식수대를 작동시키지 않는다는 비난을 듣게 되었다. 아침에 깐 아스팔트는 채 굳지 않아서 여성들이 신은 하이힐이 아스팔트에 박혀 버리기도 했다. 자동판매기의 음식은 모두 동이 났고, 환상의 나라에서 가스가 누출되어 오후에는 모험의 나라, 개척의 나라, 환상의 나라를 모두 폐쇄하였다. 일부 부모들은 아더 왕의 회전목마에 자녀들을 태우기 위해 군중의 어깨 위로 자녀들을 던지기도 하였다.
행사가 열린 날의 공원에 대한 부정적인 기사가 보도되자, 월트 디즈니는 언론인들이 디즈니랜드의 진정함을 체험할 수 있도록 "2번째 날"에 다시 초청하였고, 디즈니랜드 호텔에서 파티도 열었다. 월트와 1955년 당시의 행정 부서에서는 이후 이 날을 계속 "검은 일요일"이라고 불렀다. 매년 7월 17일마다 디즈니랜드의 캐스트들은 유니폼에 1955년 7월 17일로부터 몇 년이 흘렀는지 표시한 표를 꽂고 다닌다. 2004년 디즈니랜드의 슬로건은 "49년 전 오늘 마법이 시작되었다."였지만, 공원이 열린 지 12년부터 13년까지 디즈니는 7월 18일을 최초이자 정식으로 개장한 날로 표시하였다. 디즈니랜드는 1967년 7월 보도내용에서 1955년 7월 17일을 "헌정의 날"이라고 언급하였다.
7월 18일 월요일, 공원 입구엔 새벽 2시부터 줄이 생기며 북적거리기 시작했다. 표를 사서 처음 공원에 들어온 관광객은 데이비드 맥퍼슨으로, 로이 O. 디즈니가 입장권 번호 1번을 미리 구입해두었기 때문에 그의 입장권 번호는 2번이었다. 월트 디즈니는 맥퍼슨 다음으로 입장한 크리스틴 베스 왓킨스 (1955년 당시 5살)와 마이클 스치와트너 (1955년 당시 7살), 이 두 명의 아이들과 기념 촬영을 가졌다. 2명의 사진은 "월트 디즈니와 디즈니랜드의 1번째 두 손님"이라는 설명이 쓰여 있다. 베스 왓킨스와 스치와트너는 그날 디즈니랜드 평생 입장권을 받았으며, 맥퍼슨은 나중에 간략한 절차로 받았다. 이후 이 평생 입장권으로 전 세계 모든 디즈니 소유의 공원에 입장할 수 있게 되었다.
1959년 9월, 소비에트 연방의 니키타 흐루쇼프 서기장이 미국에서 13일 동안을 보냈다. 그는 두 가지 부탁을 하였는데, 디즈니랜드를 방문하는 것과, 할리우드에서 가장 돈을 잘 번 배우였던 존 웨인을 만난 것이었다. 하지만 미국 국무성 측에선 신변 보호를 이유로 흐루쇼프의 디즈니랜드 방문을 취소하였다.

### 파크에서 리조트로

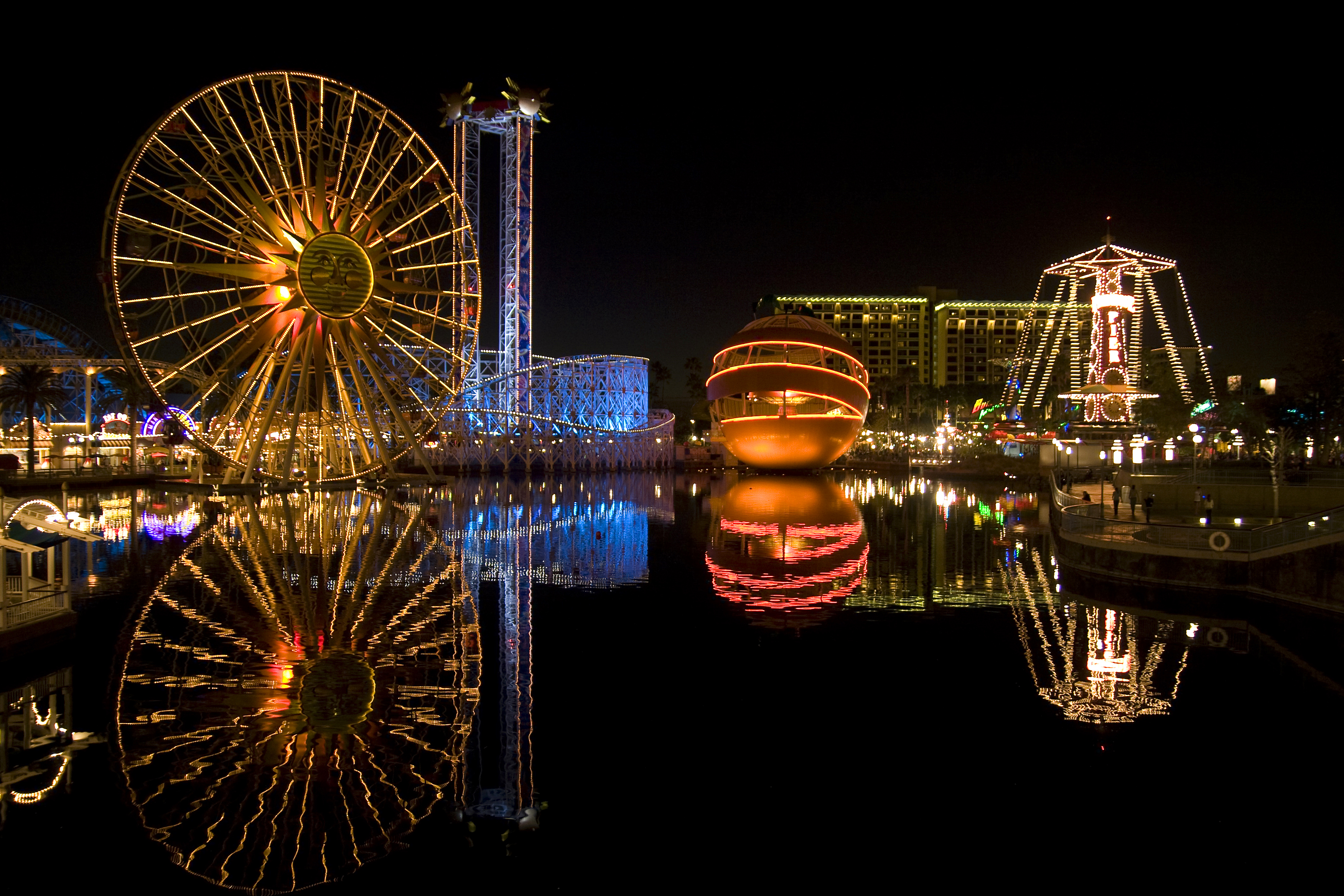
디즈니 캘리포니아 어드벤처

1990년대에 들어서 디즈니랜드는 하나의 공원과 호텔 체제에서 점차 확장을 시도하였고, 기존 디즈니랜드 공원과 호텔, 대규모 주차장, 그리고 새로 매입한 주변 부지를 포괄한 더 큰 규모의 종합 관광 리조트가 되었다. 리조트에는 새로 매입한 부지에 건설된 또 다른 테마 파크 디즈니 캘리포니아 어드벤처, 쇼핑 상가•식당•오락 시설이 모여 있는 다운타운 디즈니, 새로 개조한 디즈니랜드 호텔, 디즈니 그랜드 캘리포니안 호텔, 새로 매입한 판 파시픽 호텔 (나중에 디즈니 파라다이스 피어 호텔로 개조 및 개명)을 추가하였다. 리조트 확장에 따라 2000년에 완공된 "미키와 친구들"은 10,250대의 차량을 수용할 수 있는 디즈니랜드 남서쪽에 위치한 6층짜리 주차 건물로, 현재 미국에서 가장 큰 규모의 주차장이다.

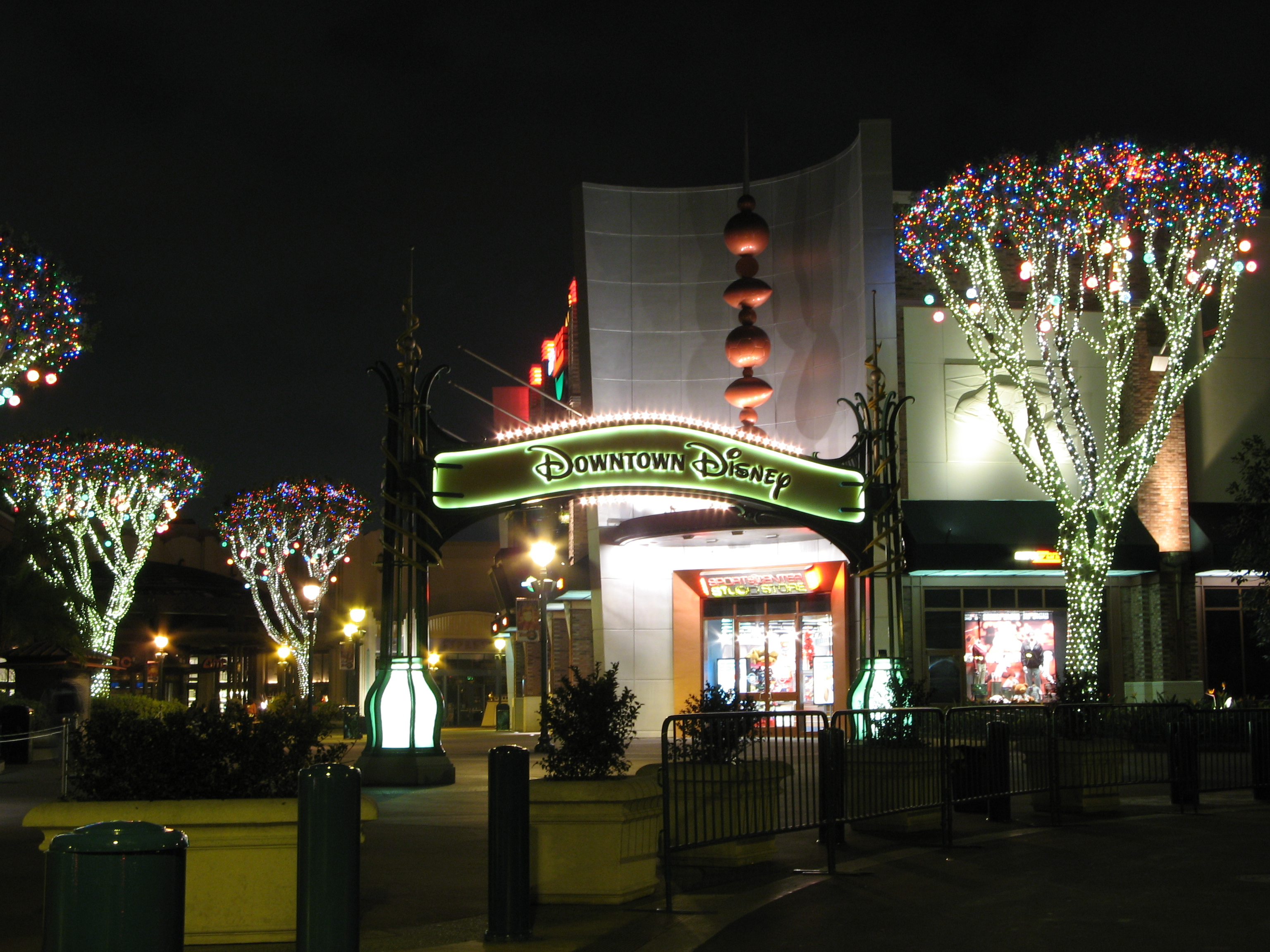
다운타운 디즈니

1990년대 중반의 공원 경영관리부는 디즈니랜드의 애호가들과 종업원들 사이의 분쟁을 가져온 원인이 되었다. 새롭게 부임한 신시아 해리스와 폴 프레슬러는 공원의 이익을 올리는 효과를 목표로 다양한 변화를 시도하였다. 그들의 이러한 시도는 단기간에 주주들을 돌아오게 할 수 있지만, 종업원들과 관광객들에게 통찰력이 부족하다는 대폭적인 비판을 받았다. 해리스와 프레슬러의 이러한 소매적 배경과 함께, 디즈니랜드의 주안점은 어트랙션에서 관련 상품 판매로 차츰 바뀌어갔다. 게다가 외부 컨설턴트 회사인 맥킨지 & 컴퍼니가 능률적인 운영에 도움을 주면서, 많은 변화와 삭감이 이루어졌다. 거의 10년에 가까운 지연 관리 이후, 월트 디즈니의 테마 파크가 가지고 있던 본래의 모습은 등한시되어 갔다. 공원의 애호가들은 경영부가 고객과 공원의 가치를 존중하지 않은 것에 대해서 비난하며, 경영부의 해산을 주장하였다.

### 21세기에 들어선 디즈니랜드
전 디즈니 크루즈 라인 사장 매트 위멧은 2003년 후반 디즈니랜드 리조트의 운영 책임을 맡는 사장이 되었고, 얼마 후 그렉 에머를 부사장으로 임명하였다. 에머는 오랜 기간 동안 디즈니 캐스트로 일해 왔는데, 젊었을 땐 디즈니랜드에서 일하다 플로리다로 가서 월트 디즈니 월드 리조트의 복합 행정 관리 지도 자리를 맡고 있다. 위멧은 서둘러 과거의 안전 기록을 회복하기를 바라며 경향에 반대된 분명한 것들을 정비해갔고, 특히 공원 내의 장식과 원래의 하부 조직 유지 계획으로의 복구를 중요시하였다. 월트 디즈니가 그랬던 것처럼, 위멧과 에머도 일하는 시간 동안 종종 각자의 직원과 함께 공원을 거닐었다. 공원에서 그들은 캐스트의 이름표를 달고, 어트랙션을 타기 위해 줄을 서거나 손님들에게 환영 인사를 하기도 했다.
2006년 7월, 매트 위멧은 월트 디즈니 회사를 떠나서 스타우드 호텔 & 리조트 월드와이드의 사장으로 취임할 것이라는 발표를 하였고, 얼마 지나지 않아 월트 디즈니 어트랙션 재팬의 경영 관리 책임자였던 에드 그리어가 디즈니랜드 리조트의 사장이 되었다. 그렉 에머는 2008년 2월 8일부로 부사장에서 은퇴하였다.

### 50주년 기념행사
디즈니랜드 테마 파크는 공원 개장일 50주년을 기념하고자 2005년부터 2006년까지 총 18개월 동안 지상에서 "가장 행복한 귀향"이라는 기념행사를 진행하였다. 전 세계의 디즈니 공원에서는 지상에서 가장 행복한 축제를 통해서 디즈니랜드의 역사적인 50주년을 기념하고 축하하였다. 디즈니랜드는 2004년부터 50주년 기념행사를 준비하기 위하여 대규모의 혁신 프로젝트에 착수하였다. 이 프로젝트를 통해 스페이스 마운틴, 정글 크루즈, 월트 디즈니 매혹의 티키 방과 같은 많은 유명한 어트랙션들을 재건하였다. 50주년 기념행사는 2006년 9월 30일 종료하였다.

## 공원의 구획 배치

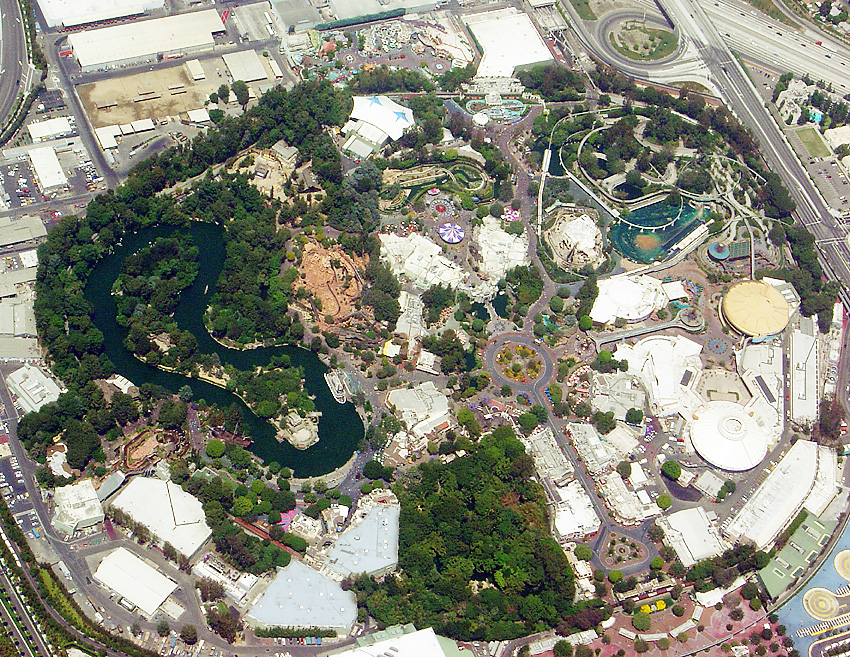
2004년 5월 남서쪽에서 바라본 디즈니랜드

공원은 일정 구역으로 나뉘어 있는데, 중앙 광장에서 사방으로 연결된 길을 통해 네 가지 주요 구획으로 이동할 수 있다. 또한, 보이지 않게 가려진 관리 구역도 존재한다. 구역에 진입하면, 관광객은 완벽하게 그 공간에만 있게 되고 다른 구역을 보거나 들을 수가 없다. 이것은 연극의 "무대"처럼 한 구역에서 다른 곳으로 갈 때 모두 동일한 통로를 거치게 하려는 의도가 반영된 것이다. 공식 구역은 대략 85 에이커를 차지하고 있다. 공원이 처음 열렸을 때는 다음과 같은 다섯 가지 구역으로 구성되어 있다.
- 20세기 초의 미국 중서부 지역의 도시, 메인 스트리트, U.S.A.
- 밀림 정글에서의 탐험을 테마로 하는 어드벤처랜드
- 미국의 서부 개척지를 묘사한 프론티어랜드
- 현실 속에서 만나는 환상 세계를 표현한 판타지랜드
- 미래의 모습을 볼 수 있는 투머로우랜드

공원이 처음 개장한 이래 다음의 구역을 추가로 소개하였다.
- 1957년, 서커스와 야구 경기장을 구비한 9 에이커 규모의 오락 구역 홀리데이랜드. 1961년 후반기까지 운영하였다.
- 1966년, 19세기 뉴올리언스를 바탕으로 한 뉴올리언스 스퀘어
- 1972년, 남부의 산림과 늪을 테마로 한 베어 컨트리. 후에 이름을 크리터 컨트리로 바꾸고 스플래시 마운틴의 주변을 《남부의 노래》 요소 테마로 꾸몄다.
- 1993년, 《누가 로저 래빗을 모함했나》에서 등장한 툰타운을 테마로 한 미키의 툰타운

고도가 높은 지역은 공원 구석구석을 돌고 있는 협궤로 쉽게 이동할 수 있다. 디즈니랜드의 주차장은 디즈니의 캘리포니아 어드벤처 파크에 추가로 만들어졌다.

### 디즈니랜드의 구획

#### 메인 스트리트, U.S.A.

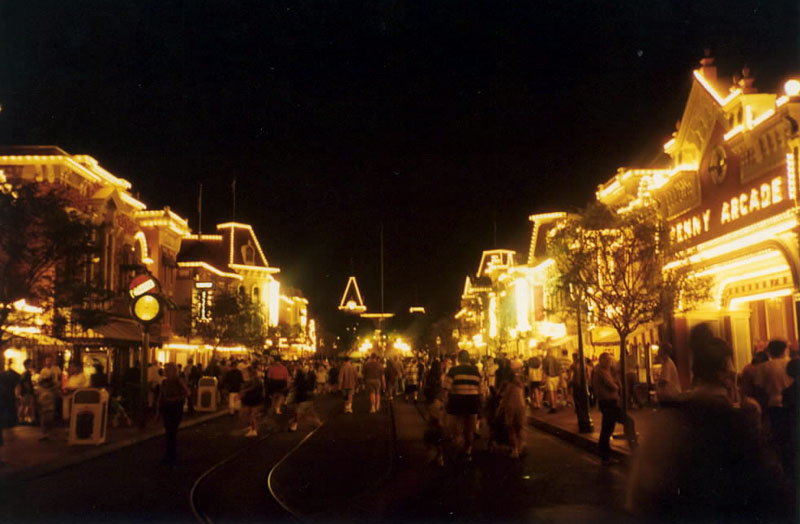
메인스트리트 USA.

메인 스트리트, U.S.A.는 20세기 초의 전형적인 중서부 지방의 도시를 표현한 지역이다. 월트 디즈니는 과거의 유년기 시절을 보낸 미주리의 마르셀린 지방에서 영감을 받아 설계자와 건축가들과 함께 메인 스트리트를 건설하였다. 이곳은 공원에 들어와서 관광객들이 처음 보게 되는 지역으로, 중앙 광장으로 통하는 길이기도 하다. 매직 킹덤의 중심부이며 잠자는 숲 속의 공주 성이 세워진 북쪽의 중앙 광장에 맞붙어 있다. 호수에 있는 다리를 건너 성 너머로 지나가면 판타지랜드로 갈 수 있다. 어드벤처랜드, 프론티어랜드, 투모로우랜드는 성 주변에 정렬된 길을 통해서 입장할 수 있다.
| “ | 생기를 돋아주었던 태평했던 시절을 기억하는 모두에게, 메인 스트리트는 행복한 추억들을 가져다 줄 것입니다. 어린 방문객들에게, 이곳은 달력 속 할아버지의 젊은 시절로 돌아가는 모험이 될 것입니다. | ” |
|   | — 월트 E. 디즈니 |   |

메인 스트리트, U.S.A.는 미국 빅토리아 시대를 떠올리게 하는 기차역, 마을 광장, 영화 극장, 시청, 소방서를 구현하였으며, 증기 기관과 백화점, 상점, 유개 도로, 2층 버스, 말이 모는 노면 전차, 소형 버스를 비롯한 추억의 볼거리도 찾을 수 있다. 메인 스트리트, U.S.A.의 끝은 공원의 중심인 잠자는 숲 속의 공주 성으로, 다른 테마 랜드로 갈 수 있는 관문 역할을 한다.
메인 스트리트, U.S.A.의 설계는 영화에서 주로 쓰이는 건물이 높아보이게 하는 착시 효과를 이용하였다. 메인 스트리트의 건물은 첫 구간에서는 3/4, 두 번째 구간에서는 5/8, 그리고 세 번째 구간에서는 1/2 비례로 세워졌다.

#### 어드벤처랜드

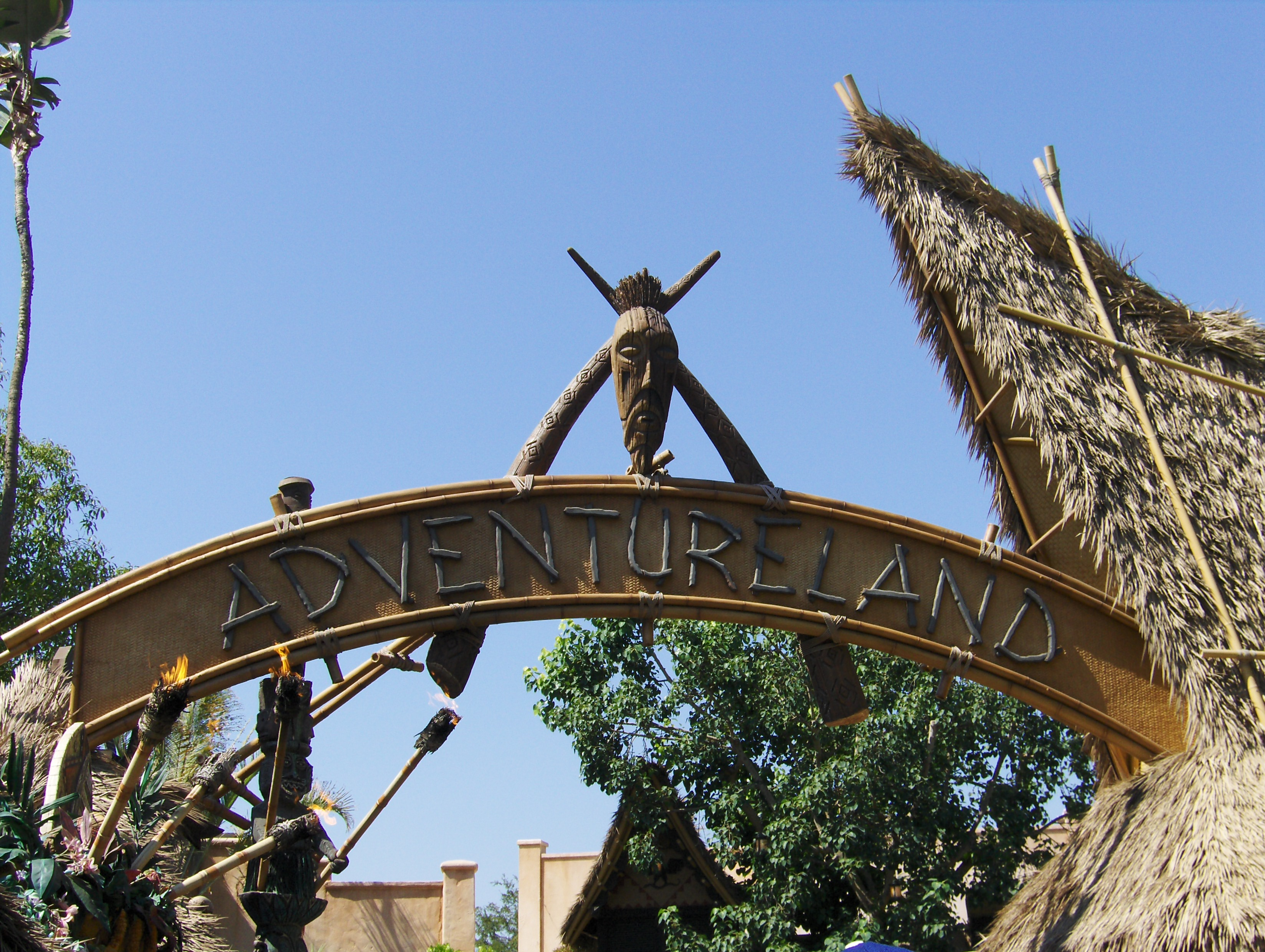
어드벤처랜드 입구에는 전후 1950년대의 탐험 풍경을 대표적인 티키 조각상과 함께 보여주고 있다.

어드벤처랜드는 세계에서 멀리 떨어진 이국의 열대 지역을 테마로 디자인이 되어 있다. 월트 디즈니는 다음과 같이 말했다. "꿈같은 현실이 있는 나라를 만들기 위해서, 우리는 스스로를 아시아와 아프리카의 정글과는 거리가 있는, 문명으로부터 떨어진 자들이라고 상상하였다." 어트랙션으로는 개장일의 정글 크루즈, 인디아나 존스 어드벤처의 "금지된 눈의 사원", 월트 디즈니 영화 《로빈슨 가족》을 바탕으로 한 스위스 패밀리 로빈슨 트리 하우스를 개조한 타잔의 트리하우스가 있다. 어드벤처랜드의 입구에 있는 티키 룸 (Walt Disney's Enchanted Tiki Room)은 오디오 애니메트로닉스 기술을 처음으로 사용한 어트랙션으로, 컴퓨터를 이용하여 소리와 움직임이 동기화되어 있다.

#### 뉴올리언스 스퀘어

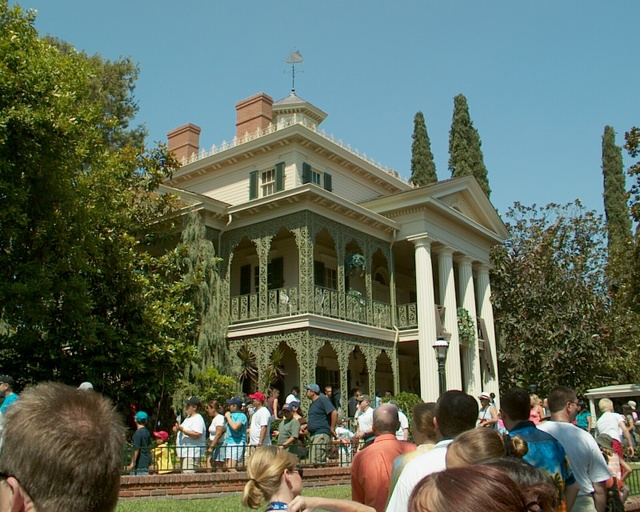
남부 플랜테이션 주택을 본따서 건설된 헌티드 맨션

뉴올리언스 스퀘어는 19세기 뉴올리언스를 테마로 하는 구역이다. 1966년 7월 24일에 정식으로 열렸다. 운영된 지 오래되었음에도 디즈니랜드 방문객들에게 매우 인기가 있는 장소로, 공원 인기 어트랙션인 캐리비안의 해적과 헌티드 맨션이 위치하고 있다. 블루 바이유 레스토랑에 근접한 보도에는 숫자 33이 옆에 붙은 출입구가 숨겨져 있다. 이 출입구는 가입한 회원만이 들어갈 수 있는 디즈니랜드 내부의 사교 클럽으로 이어지며, 회원이 되기 위해서는 많은 양의 돈을 지불하여야 한다. 클럽 33은 디즈니랜드에서 유일하게 술을 판매하는 장소이다.

#### 프론티어랜드
프론티어랜드는 미국의 개척 시대를 무대로 하는 구역이다. 월트 디즈니는 이곳에 대해 다음과 같이 말했다. "우리는 선조들의 개척 정신을 구체화할 자국 역사에 대한 자부심이 되는 동기를 가지고 있습니다. 우리의 모험은 여러분이 잠시 동안이라도 개척 시대에 살고 있다는 느낌을 가지게 할 수 있도록 설계하였습니다." 프론티어랜드에는 애니메트로닉 기법으로 만든 미국 원주민 파인우드 인디언 무리가 있으며, 미국의 강어귀에서 살고 있다. 오락 시설과 어트랙션으로는 판타스믹!, 빅 선더 마운틴 레일로드, 마크 트웨인 리버보트, 프론티어랜드 슈팅 익스포지션, 세일링 쉽 콜럼비아가 있다. 2007년 5월은 "톰 소여 섬의 해적 소굴"을 새로 추가하였다. 또한 황금 말굽 살롱이라는 완벽한 옛 서부를 표방하고 있는 공연 장소가 위치하고 있다. 이곳에서는 현재 "빌리 힐 앤 더 힐리빌리"라는 희극 공연을 매일 방문객들에게 열고 있다.

#### 크리터 컨트리

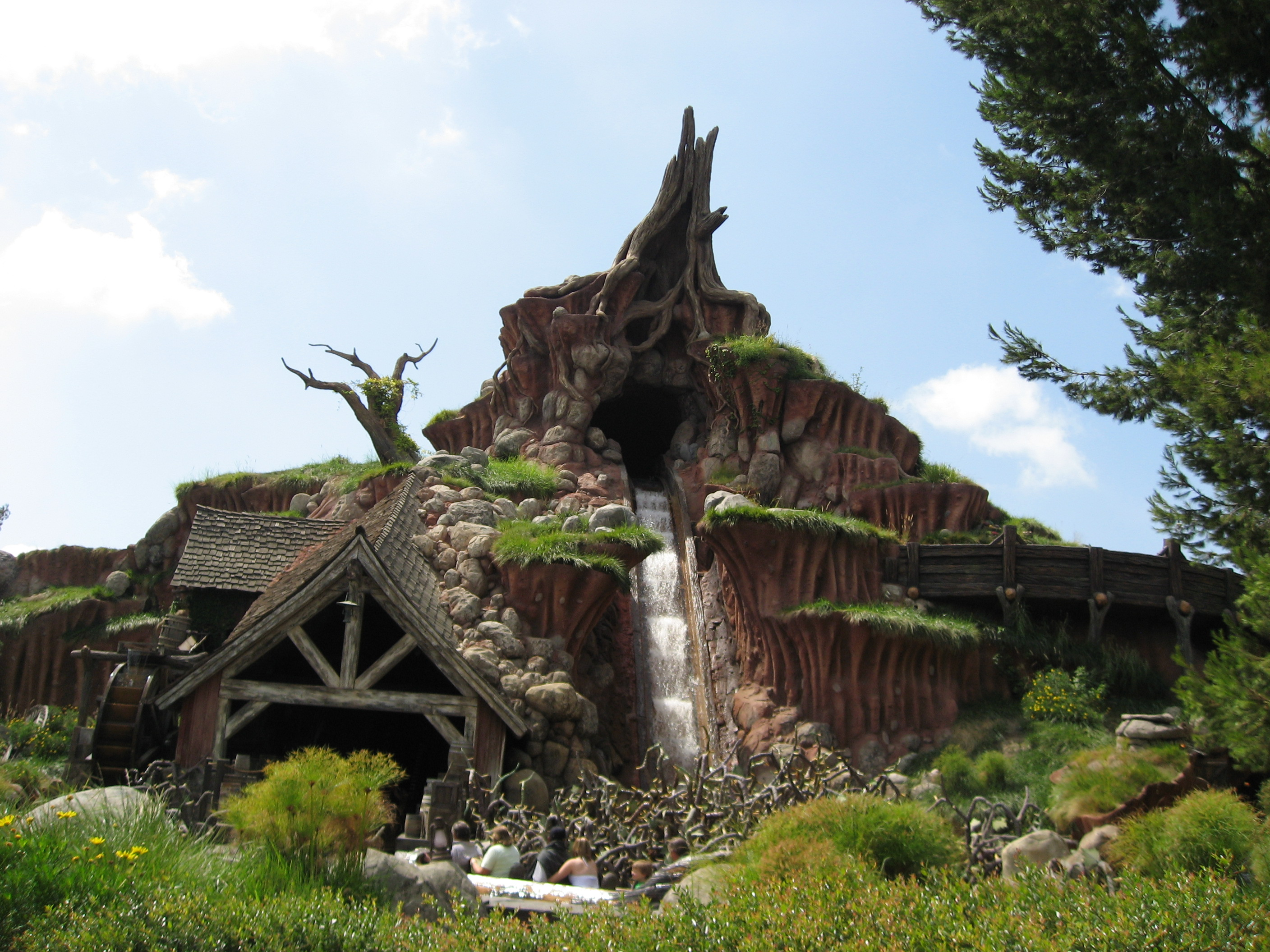
1946년 디즈니의 영화 《남부의 노래》를 바탕으로 만들어진 스플래시 마운틴은 통나무 수로와 다크 라이드 어트랙션이 결합되어 있는 형태로, 월트 디즈니 파크 세 군데에서 볼 수 있다.

크리터 컨트리는 1972년 "베어 컨트리"라는 이름으로 열렸으나 1988년 이름을 바꾸었다. 예전에는 실제 미국 원주민들이 전통 춤이나 문화를 보여주는 인디언 마을이었으나, 오늘날에는 수로에 놓인 통나무를 타고 여행을 하는 스플래시 마운틴이 위치한 장소이다. 이 어트랙션은 조엘 챈들러 해리스의 엉클 레무스 이야기와 디즈니의 1947년 영화 《남부의 노래》를 테마로 하여 만들어졌다. 2003년은 다크 라이드 어트랙션인 곰돌이 푸의 여러 가지 모험이 2001년 문을 닫은 컨트리 베어 잼보리를 대신하여 개장하였다. 컨트리 베어 잼보리는 노래하는 곰 캐릭터가 나오는 쇼로, 이 캐릭터는 컴퓨터로 조정하여 기계로 움직이는 오디오 애니메트로닉 기술로 구현하였다.

#### 판타지랜드
판타지랜드에 대해서 월트 디즈니는 다음과 같이 말했다. "어린이들은 런던의 달빛 아래 피터 팬과 하늘을 나는 것이나 앨리스의 터무니없는 이상한 나라에서 덤블링을 하는 것을 꿈꾸지 않았다. 판타지랜드에서는, 이러한 어린 시절의 옛날 이야기들이 실제가 되어 어린이는 물론 모든 세대들이 참여할 수 있게 해준다." 판타지랜드는 원래 중세 유럽의 장터 모습이었으나, 1983년 개조를 통해서 바이에른 마을로 탈바꿈하였다. 어트랙션으로는 몇 가지 다크 라이드와 아더 왕의 회전목마, 다양한 어린이 라이드가 있다.

#### 미키의 툰타운
미키의 툰타운은 1993년 월트 디즈니 스튜디오의 1988년 영화 《누가 로저 래빗을 모함했나》에서 등장한 로스앤젤레스 근교의 가상 도시 툰타운을 배경으로 만들어진 구역이다. 미키의 툰타운은 디즈니의 가장 인기 있는 만화 캐릭터들의 모태인 1930년대 만화를 테마로 하고 있다. 툰타운은 두가지 주요 어트랙션, 가젯의 고 코스터와 로저 래빗의 카툰 스핀이 있다. 구역의 이름에 맞게 미키 마우스와 미니 마우스의 집과 같이 만화 캐릭터의 집이 있기도 하다.

#### 투모로우랜드

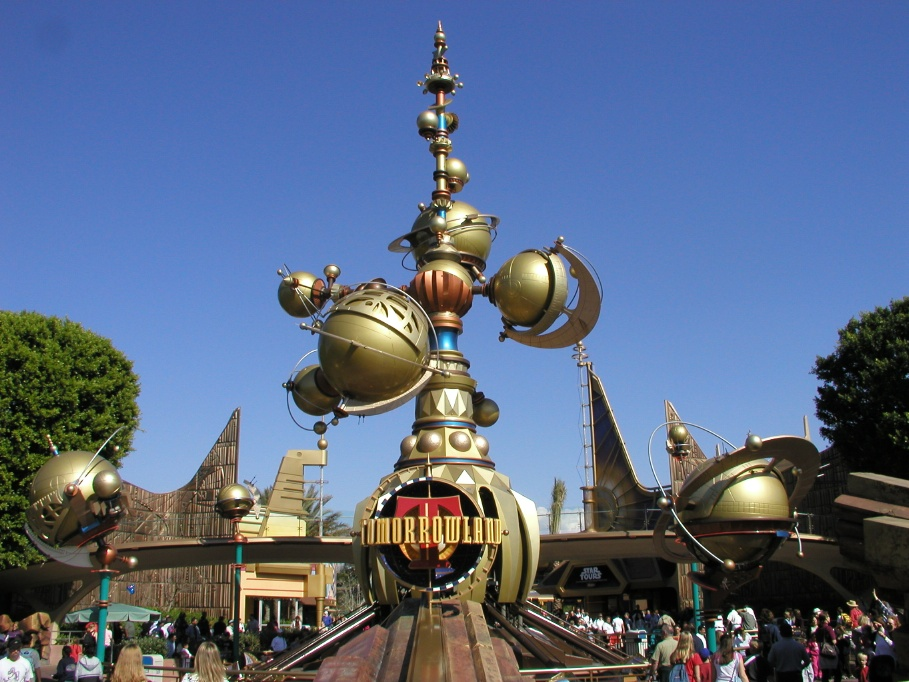
1998년 개조 이후의 투모로우랜드의 모습.

1955년 월트 디즈니는 개장 행사의 연설에서 투모로우랜드에 대해 다음과 같이 말하였다. "미래는 놀라운 시대가 될 수 있습니다. 오늘날 우리의 과학자들은 우주 시대의 문을 열었고, 이 업적을 통해서 우리의 어린이들과 미래의 후세들은 많은 이득을 얻을 것입니다. 투모로우랜드의 어트랙션은 미래에 대한 생생한 청사진을 보여줄 탐험에 여러분이 참여할 기회를 주고자 설계하였습니다."
디즈니랜드 건설에 참여한 왈드 킴벌은 투모로우랜드의 초기 설계를 할 당시에 로켓 과학자 베르너 폰 브라운, 윌리 레이, 하인츠 하버에게 기술적인 자문을 구하기도 하였다. 주요 어트랙션으로는 로켓 투 더 문, 아스트로 제트, 오토피아가 있으며, 이후에 잠수함 어트랙션인 서브마린 보야지를 추가하였다. 1967년 대대적인 개조를 통해서 뉴 투모로우랜드가 되었으며, 1998년은 쥘 베른의 삽화를 떠올리게 하는 "레트로 퓨처" 테마를 표방하는 변화에 초점을 두었다.
현재 어트랙션은 스페이스 마운틴, 이노베이션, 스타 투어, 관객이 줄었어요, 오토피아, 디즈니랜드 모노레일 투머로우랜드 역, 아스트로 오르비토, 버즈 라이트이어 아스트로 블라스터가 있다. 파인딩 니모 서브마린 보야지는 2007년 6월 11일 열린 어트랙션으로, 1998년에 운영을 중지한 원래의 서브마린 보야지를 부활시킨 것이다.

## 공연 비즈니스
디즈니랜드 직원들은 연극 용어를 사용한다. 이것은 공원을 방문하는 것이 공연을 보는 것과 의도적으로 같다는 것을 강조하기 위한 것이다. 예를 들어서 공원의 방문자는 게스트, 그리고 종업원은 캐스트 멤버라고 부른다. 게스트들에게 열려있는 리조트 구역은 모두 온 스테이지라고 하며, 닫혀있는 구역은 백스테이지라고 부른다. 군중은 "관중"이라고 부른다. 공원을 매일 운영하면서 캐스트 멤버가 반드시 입어야 하는 복장은 유니폼이라 부르지 않고 코스튬이라고 한다. 쇼는 게스트들에게 리조트가 보여주는 것으로, 색깔이나 건물의 외관, 탈것과 어트랙션의 배치, 테마 랜드에 맞는 코스튬 등을 말한다. 각 캐스트 멤버의 담당 작업은 "배역"이라고 부른다. 배역에 맞춰 일을 하고 있을 때 캐스트 멤버는 항상 "대본"을 따라야 한다. 이것은 일반적인 연극의 대본이 아닌 품행에 대한 엄격한 규칙과 캐스트 멤버가 일할 때 사용해야하는 인가된 일정한 어법을 말한다. 공원 종업원들은 "아니요"와 "저는 몰라요"가 캐스트 멤버의 대본이 아니라는 것을 종종 교육 받는다. 음식이나 기념품을 구입하고 신용 카드 영수증에 사인할 때, 손님들은 "서명"을 요구 받는다.
"스테이지 매니저"는 공원의 구역 운영을 감독하는데 책임이 있는 역할이다. 특정한 팀을 맡고 있는 캐스트 멤버는 영화나 연극의 "주연"에 해당하는 "리드"라고 부른다. 공원 초기에는 공원을 경영하는 사무실을 "프로덕션 오피스"라고 불렀다. "프로덕션 스케줄러"는 필요한 작업량을 할당하기 위해 종업원의 작업 스케줄을 세운다. "스테이지 스케줄러"는 공원 시간 변경과 같은 대규모의 작업 스케줄을 매일 관리한다.

## 백스테이지
백스테이지 구역은 건물 뒤에 숨겨진 근무 구역뿐만 아니라 닫힌 어트랙션, 상점, 레스토랑 건물도 포함한다. 뉴올리언스 스퀘어 같은 일부 구역은 월트 디즈니 월드의 고립 지역처럼 지하에 운영과 창고 구역이 있지만 다른 공원 구역으로 통하는 지하 터널 연결망이 없는 경우도 있다.
공원 외부에서 백스테이지 구역으로 들어오는 입구 지점은 다음과 같다. 볼 게이트 (볼 로드에서), T.D.A 게이트 (팀 디즈니 애너하임 건물에 근접), 하버 포앙트 (하버 블르바드), 윈스턴 게이트 (디즈니랜드 드라이브에서)
파이어하우스 게이트 (메인 스트리트 파이어 스테이션 뒤)부터 에그하우스 게이트 (디즈니랜드 오페라 하우스와 근접)까지 공원을 둘러싸고 있는 범 로드 (Berm Road)는 디즈니랜드의 턱 부분의 길 바깥을 돌고 있기 때문에 이러한 이름이 붙었다. 쭉 뻗은 길에 하버 블르바드와 투모로우랜드 사이가 쐐기꼴로 되어있는 길은 슈마허 로드라고 부른다. 이 길은 두 개의 좁은 길로 이루어져 있으며, 모노레일 트랙 아래로 이어진다. 이 길들은 범 로드와 교차하는 두 개의 철도 다리가 있는데, 하나는 시청, 그리고 또 하나는 투모로우랜드 뒤에 있다.
주요 건물의 백스테이지에는 투모로우랜드 뒤에 위치한 올드 어드민스트레이션 빌딩과 프랭크 게리가 디자인한 팀 디즈니 애너하임이 있다. 팀 디즈니 애너하임은 대부분의 구획 관리자들이 일하는 곳이다. 올드 어드민스트레이션 빌딩은 여기에 부가적으로 그랜드 캐니언과 원시 세계 디오라마를 세워 디즈니랜드 레일로드 위에서 볼 수 있게 하였다.
공원의 북서쪽 가장자리에는 공원의 관리 시설 대부분이 위치해있다.
- 주차장 시가 전차와 메인 스트리트 자동차 같은 회사 운송 서비스
- 리조트의 쓰레기와 재활용품이 분류되는 쓰레기 처리장
- 리조트의 말과 기타 동물들의 마구간인 서클 D 코랄 (Circle D Corral)
- 퍼레이드용 이동식 무대차의 관리 및 주차장
- 리조트 상품 배급 센터
- 탈것 차량 서비스 구역
- 페인트 샵
- 사인 샵

백스테이지는 손님들에게 잘 보이지 않는 쇼 건물의 일부분을 말하기도 한다. 백스테이지 구역은 일반적으로 손님들이 출입할 수 없다. 손님들이 관리 구역을 볼 수 없도록 막는 것은 무대에서의 "마법"의 즐거움을 깨지 않고, 장치 관리에 따른 위험 사고를 막기 위한 조치라고 볼 수 있다. 백스테이지에는 공원의 다양한 공간을 오갈 수 있는 통로가 있기 때문에 캐스트 멤버가 일하거나 쉬는 중에 많은 도움이 될 수 있다.
수많은 어트랙션들은 건물과 같은 커다란 사운드 스테이지에 위치하며, 몇 가지는 부분적으로 또는 완전히 외부의 장식으로 위장되기도 한다. 대개 이러한 건물들은 희미한 녹색으로 칠해져 손님들이 볼 수 없도록 만든다. 이렇게 칠을 하면 건물이 나무 잎에 가려져 보이지 않거나 다른 것에 비해 눈에 덜 띄게 된다. 월트 디즈니 이매지니어링에서는 이 색상을 "초록으로 사라지다" (Go Away Green)라고 이름 지었다. 이러한 건물은 대부분 회색빛의 평평한 지붕으로 난방, 환기, 공기조화를 도우며, 캐스트 멤버를 위한 작은 길이 나있다. 탈것의 내부에는 숨겨진 길뿐만 아니라, 서비스 구역, 조정실, 숨겨진 관리실도 있다. 이러한 장소들의 사진 촬영은 내부와 외부 모두 금지되어 있으며, 일부 사진만을 웹사이트에서 찾아볼 수 있다. 백스테이지 공간을 들어가려고 시도하는 손님들은 경고를 받거나 심한 경우 호송되기도 한다.
온 스테이지와 오프 스테이지 사이의 경계는 접근 지점이 정해져 있다. 문이나 입구가 열려있을 때는 손님의 시야는 무대에만 있어야 한다. 이 지점에서부터 캐릭터가 각자가 맡은 역할을 연기하기 시작한다. 이렇게 하면 문이 열려 있을 때 손님이 백스테이지에서 캐릭터가 아닌 사람을 우연히 보지 않게 된다.
백스테이지는 캐스트 멤버에게 다양한 편의를 제공하고 있다. 소덱소가 운영하는 여러 카페테리아에서는 하루 종일 식사비용을 할인해준다. 이러한 식당으로는 인 비트인 (플라자 인 뒤), 잇 티켓 (팀 디즈니 애너하임 빌딩에 가까운 미키의 툰타운 뒤), 웨스트사이드 디너 (뉴올리언스 스퀘어 밑)가 있다. 동료 연방 신용 조합은 오렌지카운티의 월트 디즈니 회사 종업원들을 위한 신용 조합이다. 팀 디즈니 애너하임 빌딩에는 대략 20개 정도의 ATM 백스테이지가 있으며, 캐스트 멤버가 현금을 사용하거나 관리, 발송할 수 있도록 하였다.

## 교통수단
월트 디즈니는 오랜 기간 동안 교통수단, 특히 기차에 관심을 기울여 왔다. 그는 심지어 홈비 힐스 지역의 자신의 저택 뒷마당에 미니어처 증기 기관차를 만들기도 하였다. 디즈니가 고안해내어 17년 동안 계속 디즈니랜드에서 유지해왔던 요소는 바로 공원을 둘러싸고 있는 기차였다. 공원의 교통수단을 처음으로 설계한 사람은 밥 거로, 1954년에 스스로를 "특별한 탈것 설계 감독"이라고 불렀다.

### 디즈니랜드 레일로드

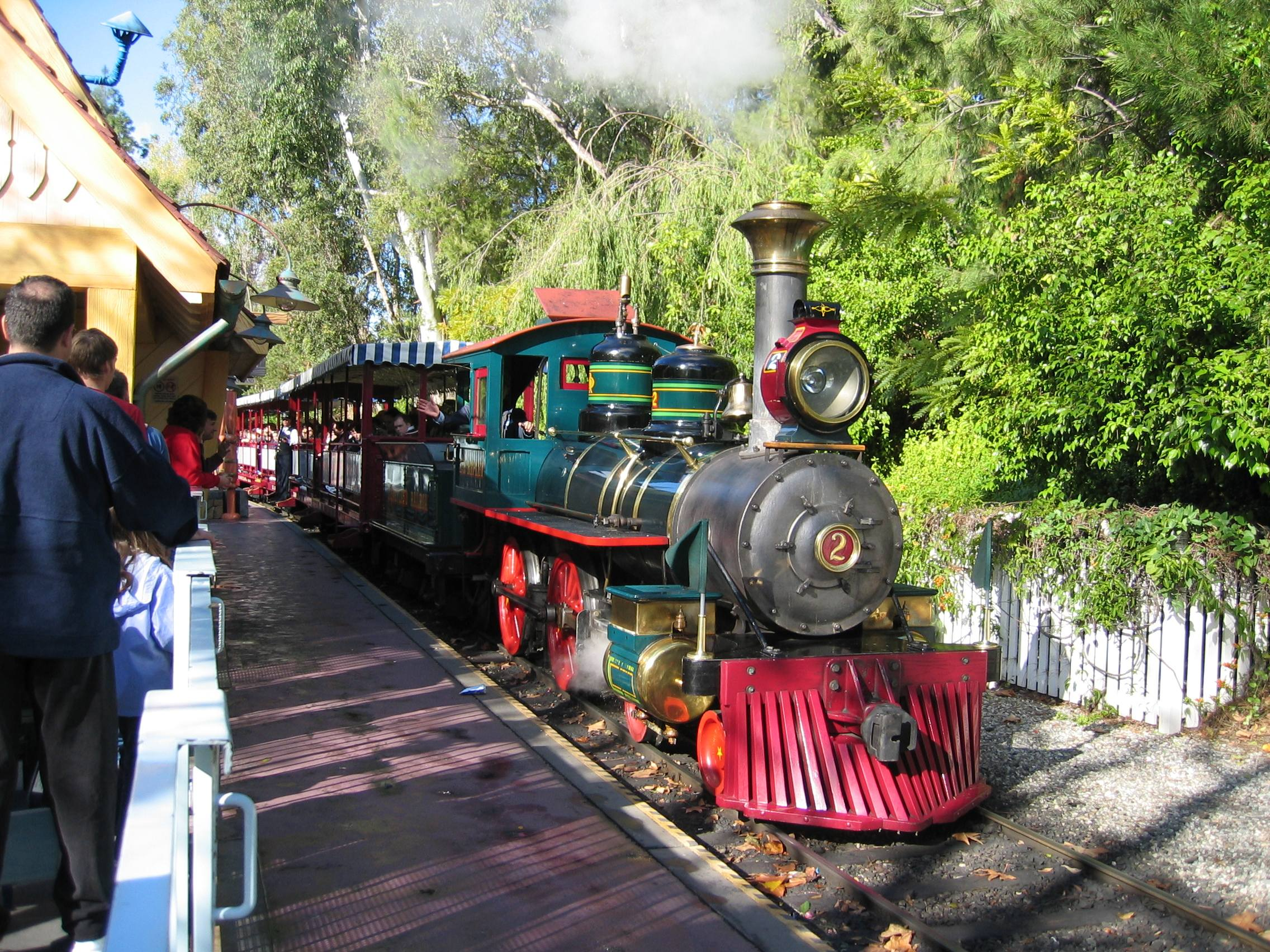
디즈니랜드 레일로드 기관차 #2.

디즈니랜드를 둘러싸고 있으며 거대한 순환 투어를 할 수 있는 디즈니랜드 레일로드 (DRR)는 단선 철도와 다섯 개의 기름 증기 기관차로 운행하고 있으며, 추가로 세 개의 여객 열차와 화물 운송 열차가 있다. 원래 디즈니랜드와 산타 페 레일로드로 알려져 있는 DRR은 1974년까지 애치슨 터피커 앤 산타 페 레일웨이로 운행되어 왔다. 1955년부터 1974년까지 산타 페 레일 패스는 디즈니랜드의 "D" 쿠폰을 이용하여 탑승할 수 있다. 3 피트 단위의 궤도와 함께 북아메리카에서 주로 사용하는 협궤 철도로 운행하였으며, 철도는 매직 킹덤과 각 구역들을 순환하여 운행하였다. ‘19세기로 돌아가는’ 열차는 메인 스트리트 역을 출발하여 프론티어랜드 역, 툰타운 정거장, 판타지랜드 입구 및 투모로우랜드 역을 경유한다. 이 그랜드 서클 투어는 승객들이 메인 스트리트, U.S.A.로 돌아오기 전에 마지막으로 "그랜드 캐니언/프리메벌 월드" 디오라마를 거친다.

### 디즈니랜드 모노레일 시스템

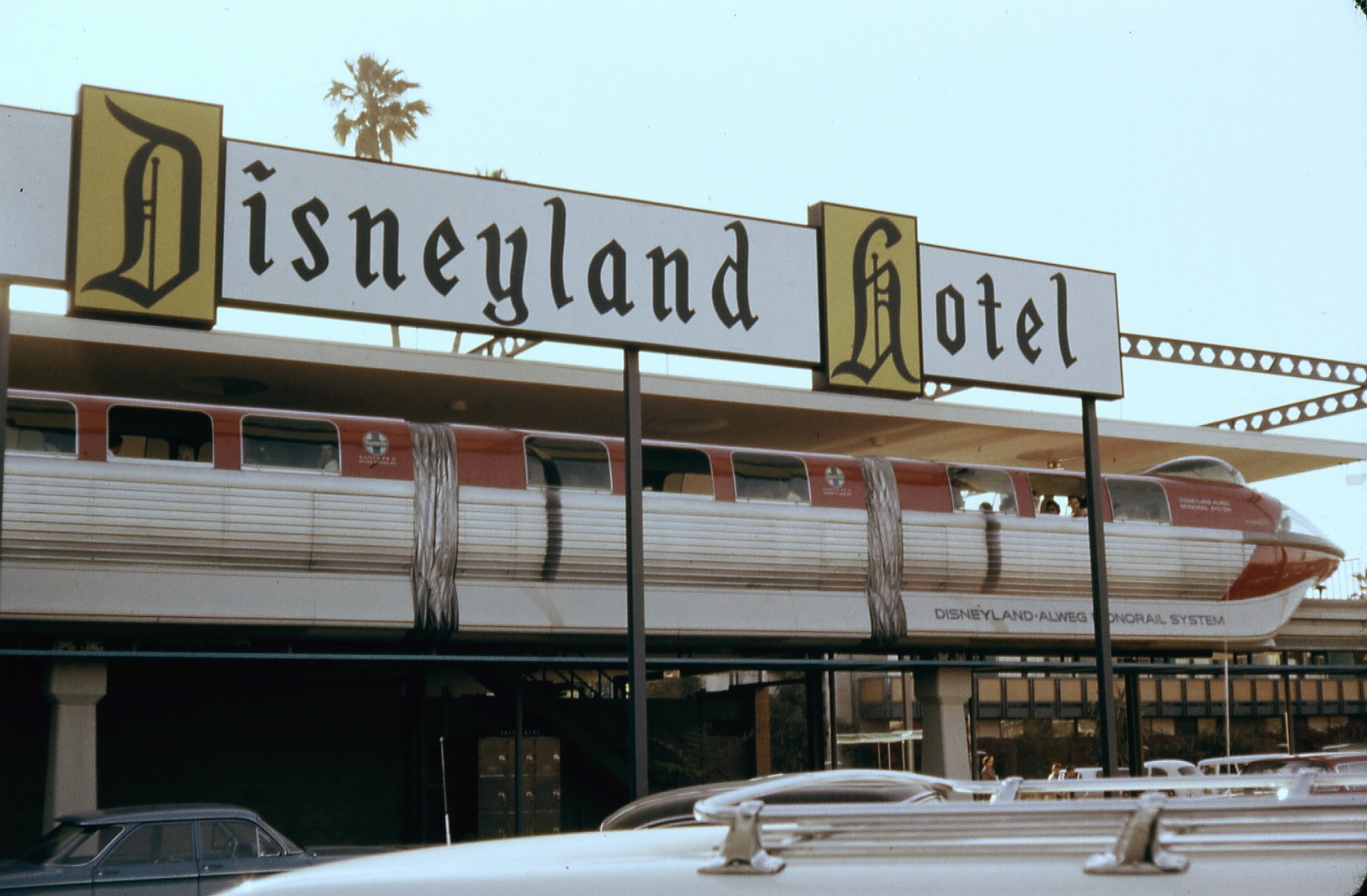
원래의 레드 마크 I ALWEG 모노레일 열차로, 나중에 파란 색상 한 대를 추가하고 마크 II가 되었다. 1963년 8월 디즈니랜드 호텔 역에서 본 모습.

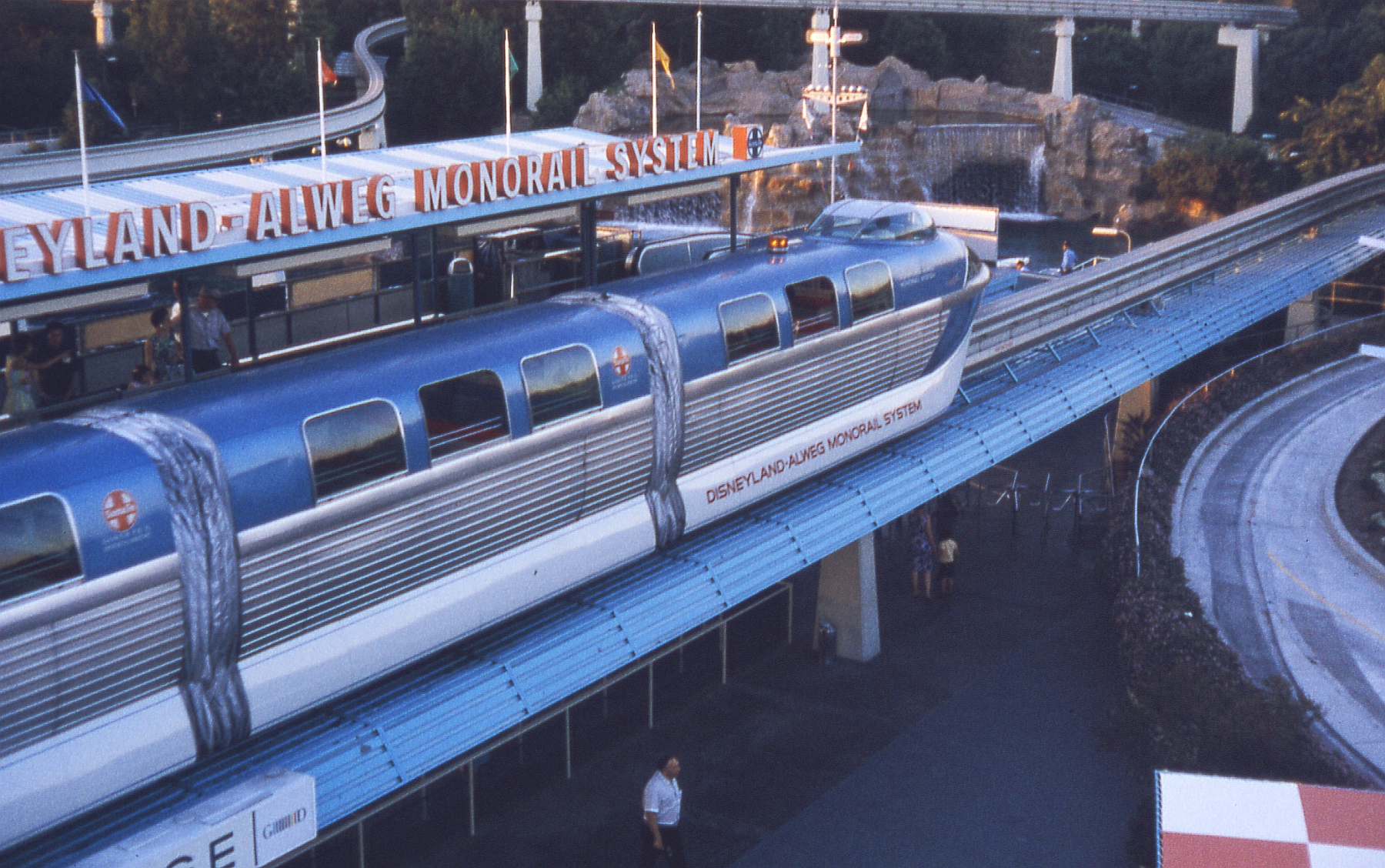
1963년 8월 디즈니랜드 공원 역의 블루 마크 II ALWEG 모노레일 열차.

디즈니랜드의 주요 교통수단 중 하나인 모노레일 서비스는 1959년 투모로우랜드에서 처음으로 운행하였으며, 서반구에서는 최초로 매일 운행하는 모노레일 기차 시스템이었다. 모노레일의 안내로는 1961년부터 대부분 남아있으며, 인디아나 존스 어드벤처가 건설된 동안은 약간의 변화가 있다. 공원에는 현재까지 다섯 세대에 걸쳐서 모노레일 기차가 사용되어 왔는데, 경량급의 구조를 가져서 차체의 마모가 빨리 되었기 때문이다. 현재 운행하고 있는 대부분의 세대는 마크 VII으로, 2008년에 만들어졌다. 모노레일은 두 역을 오가며 손님들을 운송하는데, 한 곳은 공원 내의 투모로우랜드이고 한 곳은 다운타운 디즈니이다. 공원을 위에서 볼 수 있도록 2.5 마일의 긴 경로로 설계하였다. 현재 마크 VII은 빨간색과 파란색이 운행되고 있으며 곧 새로운 색이 추가될 예정이다.

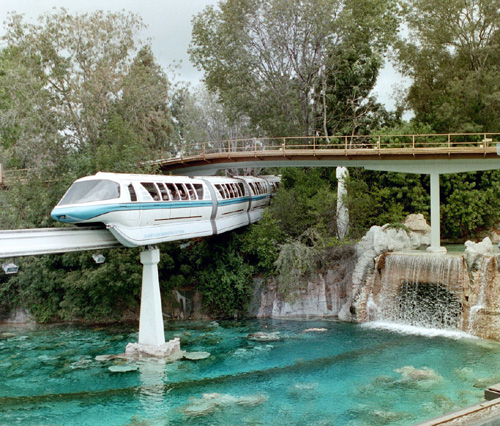
모노레일 블루가 투모로우랜드의 과거의 서브마린 보야지 위를 지나가고 있다.

모노레일은 원래 투모로우랜드의 역 하나에만 세워졌으며, 선로가 확장되고 두 번째 역이 디즈니랜드 호텔에 열린 것은 1961년이다. 다운타운 디즈니에 역이 건설된 것은 2001년으로, 디즈니랜드 호텔 대신에 새로운 목적지가 되었다. 모노레일 역의 본래 위치는 바뀌지 않았지만 원래 역 건물은 호텔 축소 과정에서 철거하였으며 새로운 역은 호텔에서 ESPN 존과 레인포레스트 카페 같은 몇가지 다운타운 디즈니 건물로 분리하였다.

### 메인 스트리트 차량

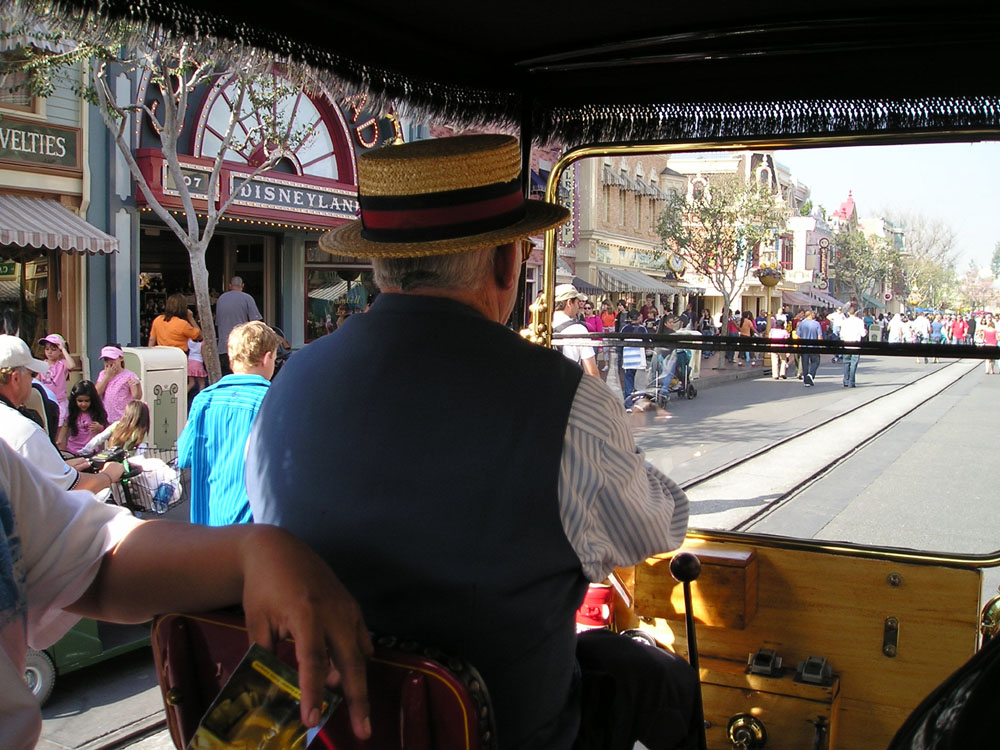
말 없는 마차에서 본 디즈니랜드의 메인 스트리트.

메인 스트리트의 모든 차량은 지난 세기의 차량들을 고증한 것이다. 2층 버스나 말이 끄는 노면 전차, 소방차, 자동차 등이 있으며, 이 중 원하는 차량으로 메인 스트리트, U.S.A.를 일방통행할 수 있다. 말이 없는 차량은 1903년 이후에 만들어진 자동차를 모델로 하였으며, 두 개의 실린더에 4 마력 (3 kW) 엔진을 가졌으며 수동 조종이 필요하다. 월트 디즈니는 공원이 개장하기 전까지 대부분의 아침마다 소방차를 타고 공원을 돌아다녔다. 이 차량은 유명인사가 방문할 때나 퍼레이드를 할 때도 쓰인다.

### 디즈니랜드 헬리패드

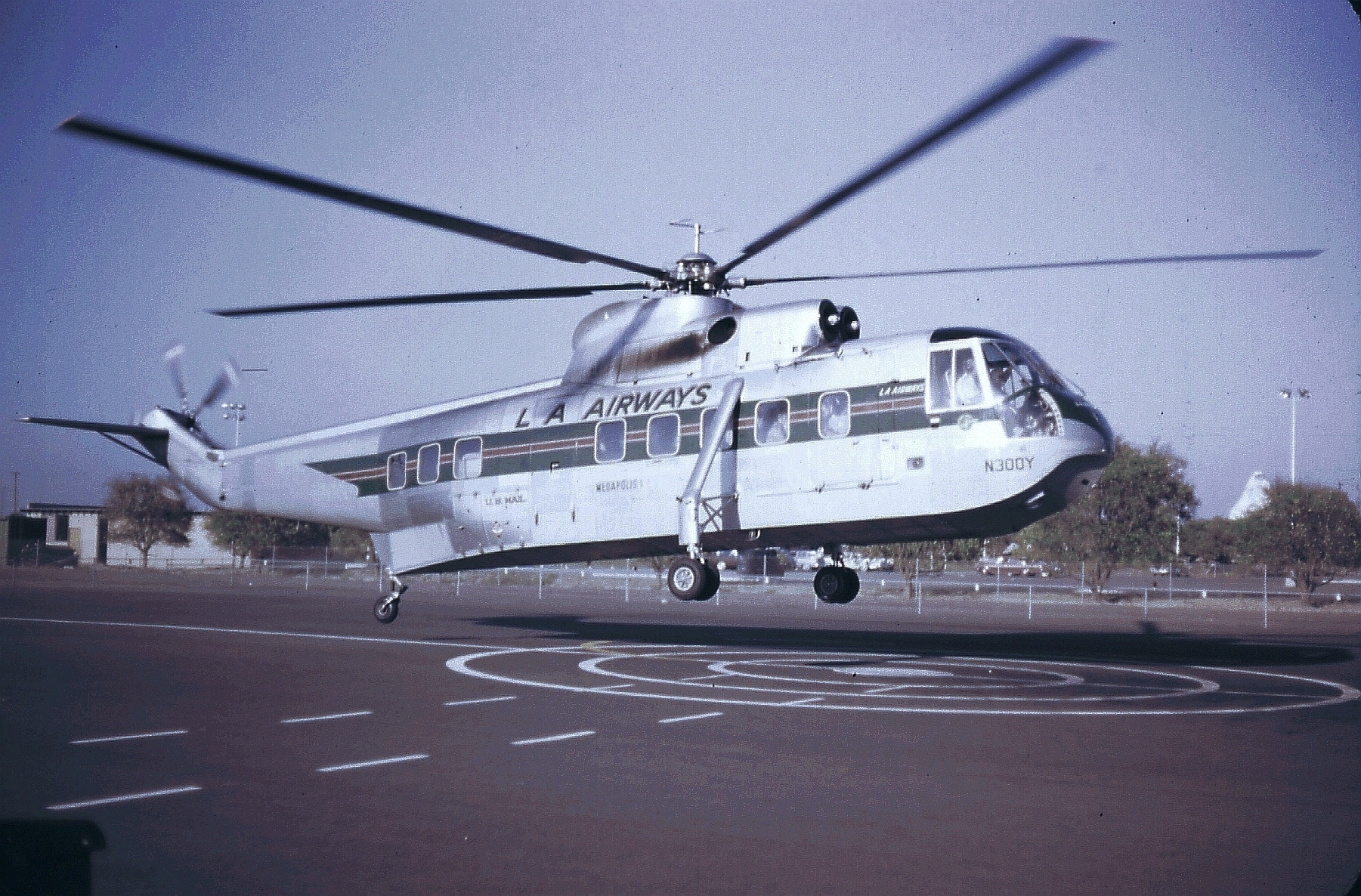
1963년 8월 로스앤젤레스 항공로의 S-61L 헬리콥터가 디즈니랜드 헬리포트에서 이륙하고 있다. 헬리콥터 뒤로 마터호른이 보인다.

1950년대 후반부터 1968년까지 로스앤젤레스 항고로에서는 디즈니랜드와 로스앤젤레스 국제 공항, 다른 도시로 승객들을 운송하는 헬리콥터 서비스를 제공하였다. 처음에 헬리콥터는 투모로우랜드 뒤에 위치한 애너하임/디즈니랜드 헬리포트에 착륙하였지만 서비스가 옮겨진 1960년은 디즈니랜드 호텔 북쪽의 새로운 헬리포트에 착륙하였다. 도착한 손님은 차량을 통해서 디즈니랜드 호텔로 이동하였다. 이 서비스는 1968년에 일어난 충돌 사고로 운행을 종료하였다. 첫 충돌 사고는 1968년 5월 22일 캘리포니아 파라마운트 사고로 23명이 사망하였으며 (항공 역사상 최악의 헬리콥터 사고), 2번째 사고는 1968년 8월 14일 캘리포니아 콤프턴 사고로 21명이 사망하였다. 오른쪽의 사진은 8월 14일 충돌한 헬리콥터이다.

## 라이브 엔터테인먼트
어트랙션에 더불어 디즈니랜드는 공원 전체에서 라이브 엔터테인먼트를 제공한다.

### 캐릭터
공원 곳곳에서 만날 수 있는 디즈니 캐릭터는 관광객들을 반기며 어린이들과 놀거나 사진 촬영에 응하기도 한다. 몇몇 캐릭터들은 정해진 장소에서 스케줄에 따라 나타나지만, 다른 캐릭터와 마찬가지로 여러 곳을 돌아다니기도 한다. 특히, 이것을 목적으로 세운 미키의 툰타운에서는 관광객들이 언제든지 미키 마우스의 집에서 그를 만날 수 있다.
최근 10년 동안에는 (가장 최근은 2005년과 2006년 여름), 주기적으로 미키 마우스가 미니와 구피, 몇몇 디즈니랜드 손님들을 돕기 위해 마터호른 어트랙션에 오르기도 하였다. 다른 등산가들도 마터호른에서 종종 볼 수 있다. 2007년 봄부터는 미키와 그의 "만화" 친구들이 더 이상 마터호른에 오르지 않았지만 등반 프로그램은 계속되었다.

### 일간 의식
디즈니랜드 보안 요원 부대는 매일 저녁 무렵에 미국의 국기 아래에 군대식 깃발 계양식을 갖는다. 이 행사는 주로 4시 30분이나 4시 45분 경에 시작한다.

### 디즈니랜드 밴드
공원이 개장할 때부터 있던 디즈니랜드 밴드는 메인 스트리트, U.S.A.의 마을 밴드 역할을 하고 있다. 이 밴드는 메인 스트리트 스트라와터스, 훅과 래더 Co., 판타지랜드의 펄리 밴드와 같이 소규모 그룹으로 연주를 하기도 한다.

### 판타스믹!
1992년에 초연한 판타스믹!은 미키 마우스가 진행하는 인기 멀티미디어 야간 쇼이다. 주연인 미키 마우스가 캐릭터들과 사랑받는 디즈니 클래식의 정신을 불러내고, 상상의 힘을 사용하여 악당들을 무찔러 악몽에서 꿈으로 돌아가고자 하는 줄거리로 구성되어 있다. 공연은 톰 소여 섬의 해적의 소굴 끝에 있는 라피트의 선술집에서 만들어지며, 미국의 강을 무대의 일부로 사용하고 있다. 프론티어랜드와 뉴올리언스 스퀘어를 관람 장소로 사용한다.
이 공연은 다양한 조명과 특수 효과로 만들어진다. 마크 트웨인 리버보트, 세일링 쉽 콜럼비아같이 떠다니는 배도 등장한다. 특수 효과에는 분수, 레이저, 불꽃이 사용되며, 30 피트 크기의 "워터 스크린"이 등장하여 애니메이션 장면을 프로젝트하고, 45 피트 크기의 로봇 용이 불을 내뿜는다.

### 불꽃놀이

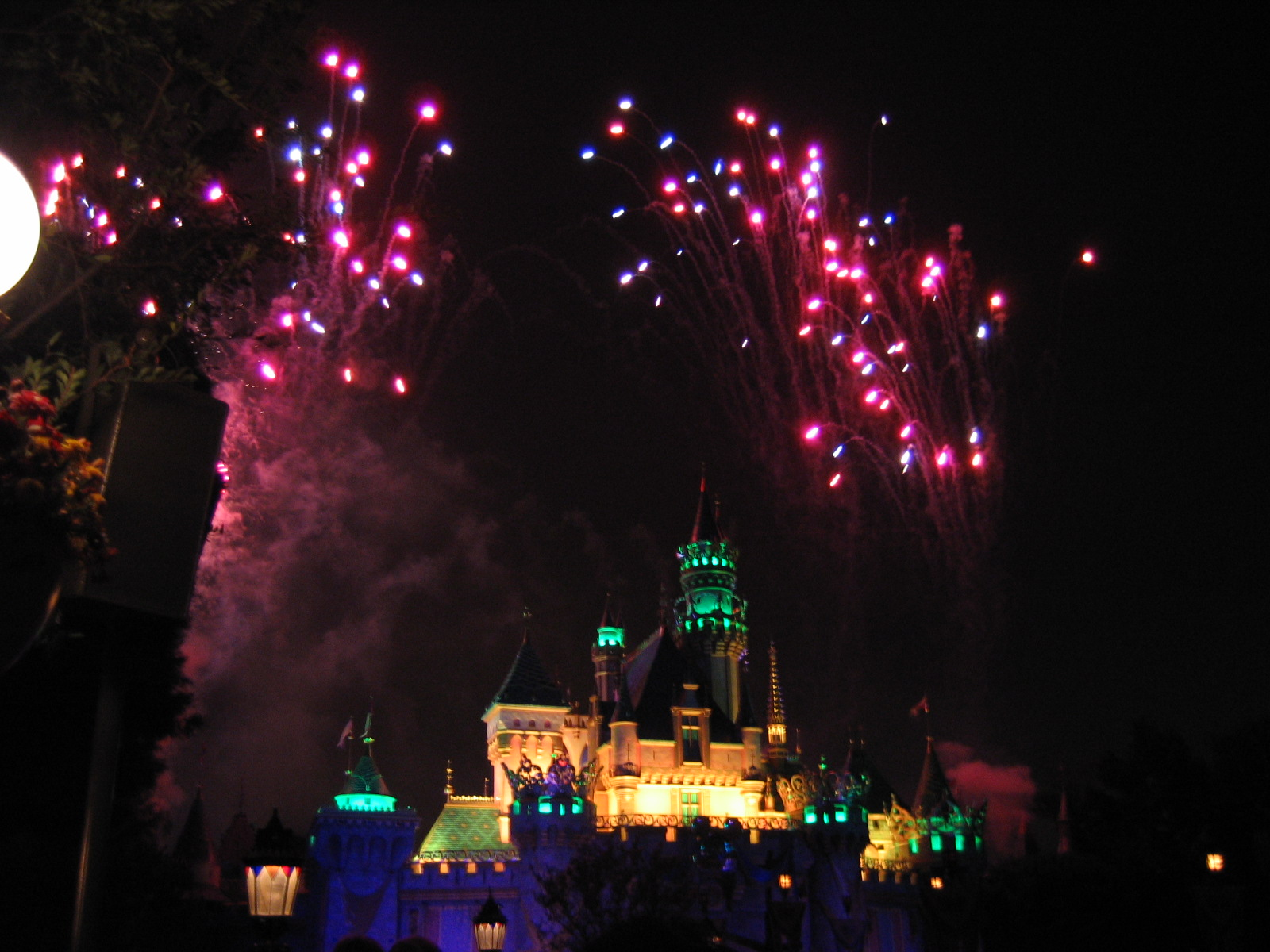
잠자는 숲 속의 공주 성이 보이는 하늘에서 펼친 디즈니랜드 불꽃놀이

정성들인 불꽃놀이 쇼는 디즈니 노래와 함께 진행되며, 가끔씩 피터팬과 팅커벨이 등장하기도 한다. 최근에 와서는 더욱 더 심혈을 기울여 새로운 기법과 기술, 줄거리를 이 공연의 특징으로 만들었다. 2004년에 디즈니랜드는 새로운 공중 발사 불꽃놀이 시스템을 도입하여 지상에서 생긴 연기와 소음은 물론 환경 파괴의 요인도 줄일 수 있게 되었다. 이 기술을 사용한 쇼를 처음 시작하면서, 디즈니는 모든 영역에서 이 기술을 사용할 수 있도록 비영리 기구에게 특허권을 기부한다고 밝혔다.
- 1958~1999년: Fantasy in the Sky
- 2000년-2004년: Believe... There's Magic in the Stars
- 2004년-2005년: Imagine... A Fantasy in the Sky
- 2005~2009년 6월: Remember... Dreams Come True
- 2009년 6월 12일~8월 30일: ... Magical
- 2009년 9월: Remember... Dreams Come True
- 2009년 11월 20일~2010년 1월 3일: Believe... In Holiday Magic

휴가철 동안은 특별한 불꽃놀이인 Believe... In Holiday Magic을 2000년부터 공연하고 있다. 2005년 공원 50주년 축제 동안은 잠시 중단하였다.

### 골든 홀스슈 리뷰
골든 힐스슈 살롱에서는 개척 시대나 올드 웨스트 느낌의 라이브 무대 공연을 제공한다. 골든 홀스슈 리뷰는 올드 웨스트 보드빌 형식의 쇼로, 슬루 풋 수와 페코스 빌이 출연하였고, 1980년대 중반 이후렌 릴리 랑트리 (또는 미스 릴리)와 바텐더 샘이 등장하는 비슷한 쇼로 변경하였다. 최근에 와서는 빌리 힐과 힐리빌리스가 블루그래스와 코미디 쇼에서 기타와 밴조를 연주하는 형태의 공연을 펼치고 있다.
골든 홀스슈 살롱 앞에서는 라우힝 스톡 회사가 올드 웨스트 테마의 작은 촌극을 상연한다.

### 퍼레이드
디즈니랜드에서는 언제나 메인 스트리트를 행진하는 퍼레이드를 진행한다. 각각의 주간과 야간 퍼레이드에서는 캐릭터와 음악, 무대 차량과 함께 디즈니 영화나 특정한 명절을 기념한다. 가장 인기있는 퍼레이드 중 하나는 메인 스트리트 일렉트리컬 퍼레이드였다. 현재 이 퍼레이드는 디즈니 캘리포니아 어드벤처의 디즈니 일렉트리컬 퍼레이드로 변경되었다.
디즈니랜드 50주년 기념일인 2005년 5월 5일에 시작하여 2008년 11월 7일까지 진행한 "월트 디즈니 꿈의 퍼레이드"는 《라이온 킹》, 《인어공주》, 《이상한 나라의 앨리스》, 《피노키오》와 같은 디즈니 클래식 스토리들을 공연하고 기념하는 퍼레이드였다. 크리스마스 기간 동안에는 "크리스마스 판타지" 퍼레이드가 크리스마스의 즐거움과 경이로움을 기념한다.
2009년은 "월트 디즈니 꿈의 퍼레이드"에 이어 "셀러브레이트! 스트리트 파티"를 2009년 3월 27일부터 시작하였다.
2011년 5월 26일부터 시작한 사운세이셔널 퍼레이드는 음악을 주제로 하여 진행되고 있다. 사운세이셔널 퍼레이드는 《미키마우스》, 《알라딘》, 《인어공주》,《라이온 킹》과 같은 디즈니 캐릭터들들 공연하는 퍼레이드다.
또한 2015년 5월 22일은 디즈니랜드 60주년을 기념하여 디즈니 페인트 더 나이트 퍼레이드를 시작하였다.
- 최근 퍼레이드:
  - 크리스마스 판타지 퍼레이드 (11월 3째 주 - 1월 1째 주)
  - 사운세이셔널 퍼레이드 (2011.5.26 - 현재)
  - 디즈니 페인트 더 나이트 퍼레이드 (2015.5.22 - 현재)

### 투모로우랜드 테라스
투모로우랜드 테라스는 투모로우랜드의 무대이다. 2층 구조의 무대로 되어있으며 하단 무대가 아래에서 특별한 연출로 세워진다. 1960년대엔 매일 열리는 음악 공연으로 인기가 있다. 나중에는 버즈 라이트이어 테마의 무대인 클럽 버즈로 바뀌었으며, 토이 스토리 영화의 우주 캐릭터들이 등장한 쇼가 열린다. 2006년은 원래의 설계와 형태를 가진 투모로우랜드 테라스로 복구하였다. 현재는 어린이들이 제다이 기사로 선택 받아 라이트세이버를 사용하는 법을 배우는 제다이 트레이닝 아카데미라는 참여형 무대 공연을 열고 있다. 훈련을 거친 어린이들은 각자 《스타 워즈》에 등장하는 악당인 다스 베이더나 데스 마울과 대면할 수 있는 기회를 얻게 된다. 최근에 와서는 1960년대 투모로우랜드 테라스처럼 지역 밴드가 저녁에 공연을 열기도 한다.

### 기타 공연

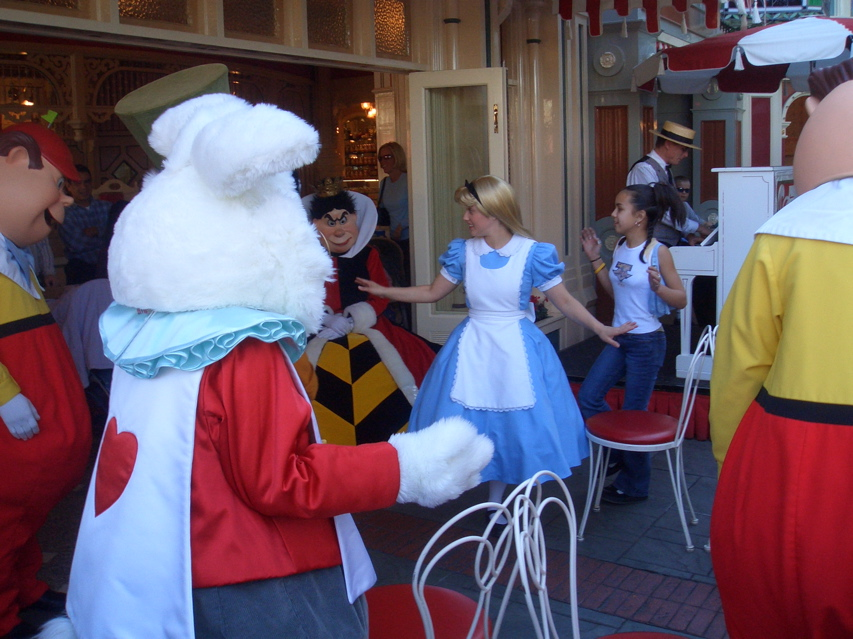
뮤지컬 체어스 게임을 진행하는 《이상한 나라의 앨리스》의 캐릭터들

디즈니랜드에서는 다양한 거리 공연자들이 공원을 자유롭게 돌아다니며 연기와 노래를 펼치며. 일정 기간에만 하는 경우도 있다.
- 얼 아메리칸 칼리지 밴드가 공원 전구역에서 공연을 한다. 이 밴드는 오디션을 통해 디즈니랜드에서 공연할 기회를 얻은 재능있는 대학생들로 구성되어 있다.
- 매일 《이상한 나라의 앨리스》의 캐릭터들이 "코크 코너"나 "플라자 인"에서 "뮤지컬 체어스"라는 엉뚱한 게임을 진행한다.
- 해적으로 구성된 밴드 부츠스트래퍼스가 캐리비안의 해적에 나오는 노래를 비롯한 여러 뱃노래를 공연한다.
- 대퍼 댄스 이발소 4인조가 가끔씩 메인 스트리트에서 노래를 부른다.
- 메인 스트리트에서는 본래 기획자들로 구성된 밴드인 파이어하우스 파이브 플러스 투를 만날 수 있다.
- 메인 스트리트 피아노 연주자는 "코크 코너"라고 알려진 코너 카페에서 연주를 한다.
- 판타지랜드에서는 멀린이 몇 시간 동안 등장하여 행운의 어린이들이 모루와 돌에 박힌 검을 뽑을 수 있도록 돕는다.
- 투모로우랜드에서는 트래시 캔 트리오라는 스톰프 그룹이 캔을 이용한 공연을 보여준다.
- 뉴올리언스 스퀘어에서는 다양한 밴드가 재즈에 관련된 공연을 연다.
- 투모로우랜드 문지기는 휴식 동안에 공연을 보여준다. 이들은 실제 관리인이 아닌 엔터테인먼트 캐스트 멤버이다.

또한. 휴일 기간 동안에는 하루 종일 공연을 펼치는 메인 스트리트 캐롤러와 같이 여러 가지 소소한 엔터테인먼트가 추가된다.

## 입장권
| 연도   |        |        |        |        |        | 1955년 | 1956년 | 1957년 | 1958년 | 1959년 |
| 입장수 |        |        |        |        |        | 1      | 4      | 4.5    | 4.6    | 5.1    |
| 연도   | 1960년 | 1961년 | 1962년 | 1963년 | 1964년 | 1965년 | 1966년 | 1967년 | 1968년 | 1969년 |
| 입장수 | 5      | 5.3    | 5.5    | 5.7    | 6      | 6.5    | 6.7    | 7.8    | 9.2    | 9.1    |
| 연도   | 1970년 | 1971년 | 1972년 | 1973년 | 1974년 | 1975년 | 1976년 | 1977년 | 1978년 | 1979년 |
| 입장수 | 10     | 9.3    | 9.4    | 9.8    | 9.5    | 9.8    | 9.8    | 10.9   | 11     | 11     |
| 연도   | 1980년 | 1981년 | 1982년 | 1983년 | 1984년 | 1985년 | 1986년 | 1987년 | 1988년 | 1989년 |
| 입장수 | 11.5   |        |        |        | 9.8    | 12     | 12     | 13.5   | 13     | 14.4   |
| 연도   | 1990년 | 1991년 | 1992년 | 1993년 | 1994년 | 1995년 | 1996년 | 1997년 | 1998년 | 1999년 |
| 입장수 | 12.9   | 11.6   | 11.6   | 11.4   | 10.3   | 14.1   | 15     | 14.2   | 13.7   | 13.5   |
| 연도   | 2000년 | 2001년 | 2002년 | 2003년 | 2004년 | 2005년 | 2006년 | 2007년 | 2008년 | 2009년 |
| 입장수 | 13.9   | 12.3   | 12.7   | 12.7   | 13.3   | 14.26  | 14.73  | 14.87  | 14.29  |        |

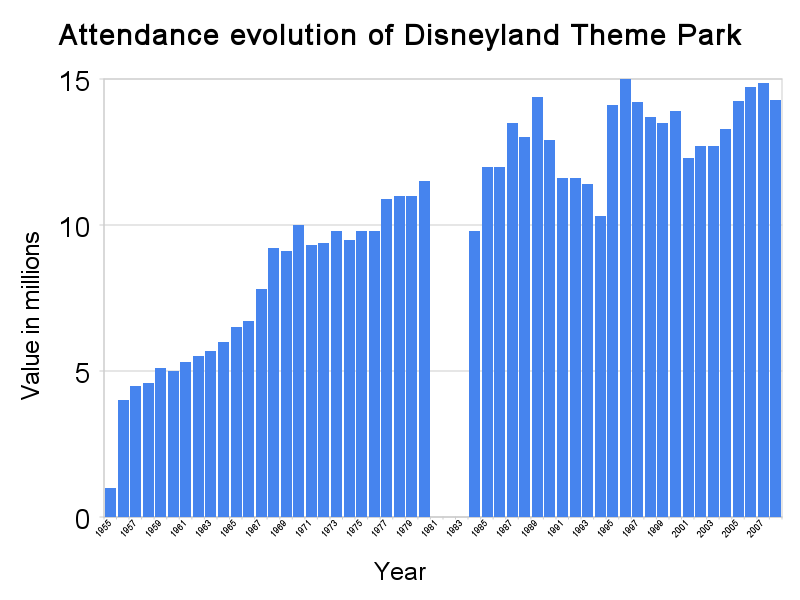
디즈니랜드 파크의 입장객

디즈니랜드가 개장한 1955년부터 1982년까지는 공원 입장 요금에 어트랙션 탑승 요금을 추가로 지불해야 했다. 공원 입장객들은 공원에 들어가기 위해 적은 입장료를 지불하였지만, 어트랙션과 라이드를 이용하려면 "A"부터 "C"까지의 라벨이 붙은 몇가지 쿠폰이 들어있는 책자를 구입하여야 했다. 이 쿠폰들은 낱개로 살 수도 있었다. "A" 쿠폰으로는 메인 스트리트의 운송 수단과 같이 작은 라이드나 어트랙션만 탈 수 있었고, "C" 쿠폰은 피터 팬 라이드나 티 컵처럼 일반적인 어트랙션을 이용할 수 있었다. 모노레일이나 마터호른 봅슬레이드같이 더욱 재밌는 라이드가 등장하자, 디즈니랜드에서는 "D" 쿠폰에 연달아 "E" 쿠폰을 판매하였다. 쿠폰은 같은 등급을 서로 합치면 다른 쿠폰과 동일한 가치를 지닐 수 있었다. (예를 들어서 "A" 쿠폰 두 개는 "B" 쿠폰 한 개의 가치) 관광객들은 이 요금 체계에 익숙해지자 디즈니랜드에서 어떤 어트랙션보다 재미있는 어트랙션을 "E 입장권 라이드"라고 표현하기도 하였다.
후에 디즈니랜드는 "왕국으로 가는 열쇠"라는 티켓 소책자를 발행하였다. 이 책자는 균일한 가격의 쿠폰이 10개 들어있는 형태로, 이 쿠폰으로 어떤 어트랙션이든지 등급에 상관없이 탑승할 수 있었다. 책자를 구입한 관광객들은 주로 재미있는 어트랙션이나 라이드에 탑승하는데 이 쿠폰들을 이용하였다.
1982년 디즈니는 공원의 요금 체계를 라이드 탑승 요금을 따로 지불해야 하는 체계에서 입장료만으로도 모든 어트랙션을 탈 수 있는 체계로 바꾸었다. 이 바뀐 체계에서 "슈팅 갤러리"는 제외가 되었다. 디즈니가 원래 택한 방식은 아니었지만, 이 체계는 영업에 많은 이익을 가져다주었다. 바뀐 이 체계에서는 몇 시간만 있다가 약간의 라이드만 타고 가는 사람들조차도 많은 입장 요금을 지불하게 되어 있고, 쿠폰 종류의 책자를 발행하거나 탑승권 판매소나 탑승권을 수거하는 직원을 둘 필요도 없게 되었으며, 탑승권 없이 어트랙션에 타려는 승객들을 감시하지 않아도 되었다.
나중에 디즈니는 여러 날 입장권, 연간 입장권과 같은 추가 입장 옵션들을 소개하였다. 연간 입장권의 경우 미리 요금을 지불하고 1년 동안 자유롭게 입장할 수 있으며, 남부 캘리포니아 주민은 할인을 받을 수 있다.
| 연도     | 1981년      | 1982년     | 1984년     | 1985년     | 1986년     | 1987년     | 1990년     | 1991년     | 1993년     | 1994년     | 1999년 1월 | 2000년 1월 |
| 가격 US$ | 10.75 달러  | 12.00 달러 | 14.00 달러 | 17.95 달러 | 18.00 달러 | 21.50 달러 | 25.50 달러 | 27.50 달러 | 28.75 달러 | 31.00 달러 | 39.00 달러 | 41.00 달러 |
|          |             |            |            |            |            |            |            |            |            |            |            |            |
| 연월     | 2000년 11월 | 2002년 3월 | 2003년 1월 | 2004년 3월 | 2005년 1월 | 2005년 6월 | 2006년 1월 | 2006년 9월 | 2007년 9월 | 2008년 8월 | 2009년 8월 |            |
| 가격 US$ | 43.00 달러  | 45.00 달러 | 47.00 달러 | 49.75 달러 | 53.00 달러 | 56.00 달러 | 59.00 달러 | 63.00 달러 | 66.00 달러 | 69.00 달러 | 72.00 달러 |            |

 

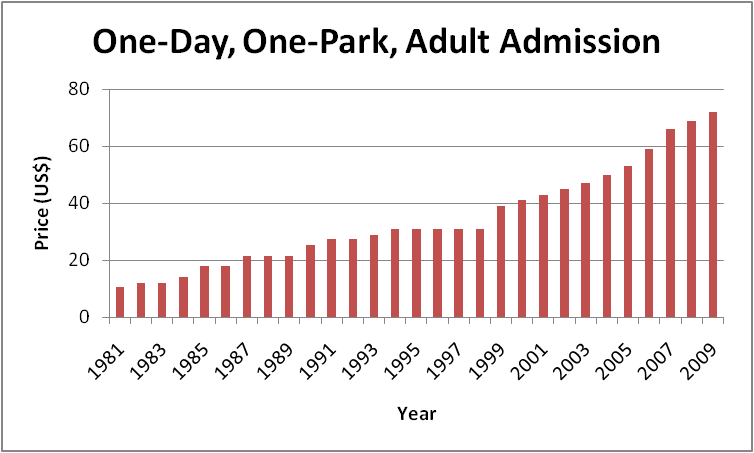
디즈니랜드 파크의 입장권 가격

1982년 이전의 입장권은 단체만 사용이 가능하였다.

## 사고와 부상, 죽음
1955년 7월 개장 이후 공원에서는 많은 사고와 부상, 사망 사건이 일어났다. 2006년 12월에는 100명의 관광객이 부상을 입고 13명의 관광객과 1명의 캐스트 멤버가 사망한 사고가 일어났다.

## 폐장
디즈니랜드는 1955년 개장 이래 예정에 없던 네 번의 폐장이 있다.
- 1963년 대통령 존 F. 케네디의 암살로 인한 폐장.
- 1970년 이피족들의 8월 시위로 인한 폐장. 이피족들이 반대하는 베트남 전쟁에 디즈니랜드의 후원사인 뱅크 오브 아메리카가 자금을 조달하였다는 주장으로 인해 공격을 받았다.[28] 디즈니랜드는 평소와 같이 공원을 개장하였지만 시위 참가자들이 관광객들을 선동하고 톰 소여 섬에 남베트남 국기를 꽂는 소동을 벌이자 오후에 폐장을 결정하고 관광객들에게 환불과 무료입장권을 제공하였다.
- 1994년 노스릿지 지진 이후의 점검으로 인한 폐장.
- 디즈니랜드와 디즈니 캘리포니아 어드벤처는 2001년 9월 11일에 벌어진 9.11 테러가 발생해 폐장하였다. 당일에 이미 개장하였다가 사태가 일어난 후 폐장한 월트 디즈니 월드와 다르게 디즈니랜드 리조트 테마 파크는 계속 폐장한 상태였다. (공원은 시차를 이유로 몇 시간동안 개장 일정이 잡혀있지 않았다.)

이 밖에도, 디즈니랜드는 예정에 따라 폐장을 결정하기도 하였다.
- 개장 초기엔 비수기 동안 월요일과 화요일에 가끔씩 폐장을 하는 일정이 있었다.[29] 일주일동안 오렌지 카운티를 방문하는 사람들을 위해 가까운 곳에 있던 공원인 Knott's Berry Farm은 수요일과 목요일에 폐장하기로 디즈니랜드와 협력하였다.
- 50주년 기념일 언론 행사를 위한 2005년 5월 4일 폐장.[30]
- 특별 언론 행사, 관람 단체, VIP 단체와 같이 다양한 특별 행사가 있을 때는 문을 닫는 경우도 있다. 이 경우 조직이 야간에 공원 전체를 빌리는 것이 일반적이다. 조직의 관광객은 특별한 입장과 함께 모든 라이드와 어트랙션에 탑승할 수 있다. 늦은 오후가 되면 공원의 종업원들이 공원 폐장을 알리고, 특별 조직원들만을 남기고 공원 전체가 비게 된다.

## 같이 보기
- 월트 디즈니 파크 앤 리조트
- 유니버설 스튜디오 테마파크

## 참고 문헌
- Bright, Randy (1987). 《Disneyland: Inside Story》. Harry N Abrams. ISBN 0-8109-0811-5.
- France, Van Arsdale (1991). 《Window on Main Street》. Stabur. ISBN 0-941613-17-8.
- Gordon, Bruce and David Mumford (1995). 《Disneyland: The Nickel Tour》. Camphor Tree Publishers. ISBN 0-9646059-0-2.
- Dunlop, Beth (1996). 《Building a Dream: The Art of Disney Architecture》. Harry N. Abrams Inc. ISBN 0-8109-3142-7.
- Marling, ed., Karal Ann (1997). 《Designing Disney's Theme Parks: The Architecture of Reassurance》. Flammarion. ISBN 2-08-013639-9.
- Koenig, David (1994). 《Mouse Tales: A Behind-the-Ears Look at Disneyland》. Bonaventure Press. ISBN 0-9640605-5-8.
- Koenig, David (1999). 《More Mouse Tales: A Closer Peek Backstage at Disneyland》. Bonaventure Press. ISBN 0-9640605-7-4.